# Primera B Nacional 2024
La Primera B Nacional «Carlos Timoteo Griguol» 2024 è stata la 40ª edizione del campionato argentino di calcio di seconda divisione. Il torneo, che ha preso avvio il 3 febbraio 2023 e si è concluso l'8 dicembre 2024, ha visto la partecipazione di 38 squadre. È stata l'edizione del campionato di questa categoria con più squadre partecipanti della sua storia.
A questa edizione del torneo hanno preso parte, tra le altre, anche le due squadre retrocesse dalla Primera División nella stagione precedente, ovvero l'Arsenal de Sarandi (che torna in Primera B Nacional dopo la sua ultima partecipazione nella stagione 2017-2018) e il Colón (ritornato nella serie cadetta argentina dopo la stagione 2014). Ad esse, tra le formazioni nuove partecipanti, si aggiungono le 3 squadre neopromosse dal terzo livello del calcio argentino, ovvero la vincente del campionato di Primera B 2023, il Talleres (che ritorna nella categoria cadetta dopo la sua ultima partecipazione nella stagione 1994-1995); la vincente del Torneo Federal A 2023, il Gimnasia y Tiro (che recupera la categoria cadetta dopo la sua ultima partecipazione, nell'edizione 1999-2000); e la squadra vincitrice dello spareggio promozione, il San Miguel (la cui ultima partecipazione al torneo risale all'edizione 2000-2001).
Il campionato è stato vinto dall'Aldosivi, che ha ottenuto l'accesso diretto in Primera División insieme al San Martín de San Juan, che ha vinto il Torneo reducido per la seconda promozione. D'altro canto, sono retrocesse tre squadre: Atlético de Rafaela, Brown de Adrogué e Guillermo Brown.

## Formato

### Campionato
Le 38 squadre partecipanti sono state divise in due gruppi (zonas) di 19 squadre. Ogni squadra ha disputato un girone di andata e ritorno affrontando ogni squadra del proprio gruppo di appartenenza, con un calendario che prevedeva una sfida interzonale ad ogni giornata.
Le 2 squadre prime classificate di ogni gruppo hanno ottenuto accesso ad una finale, in gara unica e in campo neutro, per il titolo di campione e per la promozione in Primera División. La seconda squadra promossa è stata decisa da un Torneo reducido ad eliminazione diretta a cui hanno ottenuto accesso 15 squadre, ovvero la squadra uscita sconfitta dalla finale del campionato e le squadre classificate tra la 2ª e l'8ª posizione di ogni zona.
Le 3 squadre retrocesse sono state quelle classificatesi in ultima posizione in ogni classifica di zona, più una terza squadra, quest'ultima determinata da uno spareggio retrocessione a cui hanno avuto accesso le due penultime.

### Qualifica allaCopa Argentina2025
Alla Copa Argentina 2025 si sono qualificate un totale di 15 squadre, ovvero le prime 7 squadre di ogni zona insieme alla migliore 8ª tra i due gironi. Per determinare quest'ultima squadra si è tenuto conto dei punti ottenuti nella fase a gironi del campionato, quindi (in caso di pari punti) la miglior differenza reti e la miglior quantità di gol segnati. Se anche in quest'ultimo caso sarebbe rimasta la parità tra le due ottave, il regolamento prevedeva un sorteggio.

## Squadre partecipanti
| Squadra                | Città                 | Stadio                                      |
| ---------------------- | --------------------- | ------------------------------------------- |
| Agropecuario           | Carlos Casares        | Stadio Ofelia Rosenzuaig                    |
| Aldosivi               | Mar del Plata         | Stadio José María Minella                   |
| All Boys               | Buenos Aires          | Stadio Islas Malvinas                       |
| Almagro                | Buenos Aires          | Stadio Tres de Febrero                      |
| Almirante Brown        | San Justo             | Stadio Fragata Presidente Sarmiento         |
| Alvarado               | Mar del Plata         | Stadio José María Minella                   |
| Arsenal                | Sarandí               | Stadio Julio Humberto Grondona              |
| Atlanta                | Buenos Aires          | Estadio Don León Kolbovsky                  |
| Atlético de Rafaela    | Rafaela               | Stadio Nuevo Monumental                     |
| Brown                  | Adrogué               | Stadio Lorenzo Arandilla                    |
| Chacarita Juniors      | Buenos Aires          | Stadio Chacarita Juniors                    |
| Chaco For Ever         | Resistencia           | Stadio Juan Alberto García                  |
| Colón                  | Santa Fe              | Stadio Brigadier General Estanislao López   |
| Defensores de Belgrano | Buenos Aires          | Stadio Juan Pasquale                        |
| Defensores Unidos      | Zárate                | Stadio Mario Losinno                        |
| Deportivo Madryn       | Puerto Madryn         | Stadio Abel Sastre                          |
| Deportivo Maipú        | Maipú                 | Stadio Omar Higinio Sperdutti               |
| Deportivo Morón        | Morón                 | Stadio Nuevo Francisco Urbano               |
| Estudiantes            | Caseros               | Stadio Ciudad de Caseros                    |
| Estudiantes            | Río Cuarto            | Stadio Ciudad de Río Cuarto Antonio Candini |
| Ferro Carril Oeste     | Buenos Aires          | Stadio Arquitecto Ricardo Etcheverri        |
| Gimnasia y Esgrima     | San Salvador de Jujuy | Stadio 23 agosto                            |
| Gimnasia y Esgrima     | Mendoza               | Stadio Víctor Antonio Legrotaglie           |
| Gimnasia y Tiro        | Salta                 | Stadio El Gigante del Norte                 |
| Güemes                 | Santiago del Estero   | Stadio Arturo Miranda                       |
| Guillermo Brown        | Puerto Madryn         | Stadio Raúl Conti                           |
| Mitre                  | Santiago del Estero   | Stadio Doctores José y Antonio Castiglione  |
| Nueva Chicago          | Buenos Aires          | Stadio Nueva Chicago                        |
| Patronato              | Paraná                | Stadio Presbítero Bartolomé Grella          |
| Quilmes                | Quilmes               | Stadio Centenario Ciudad de Quilmes         |
| Racing                 | Córdoba               | Stadio Miguel Sancho                        |
| San Martín             | San Juan              | Stadio Ingeniero Hilario Sánchez            |
| San Martín             | San Miguel de Tucumán | Stadio La Ciudadela                         |
| San Miguel             | Los Polvorines        | Stadio Malvinas Argentinas                  |
| San Telmo              | Buenos Aires          | Stadio Dr. Osvaldo Baletto                  |
| Talleres               | Remedios de Escalada  | Stadio Pablo Comelli                        |
| Temperley              | Turdera               | Stadio Alfredo Beranger                     |
| Tristán Suárez         | Tristán Suárez        | Stadio 20 de Octubre                        |

## Fase a gironi

### ClassificaZona A
| Pos | Squadra            | Pt | G  | V  | N  | P  | GF | GS | DR  |
| --- | ------------------ | -- | -- | -- | -- | -- | -- | -- | --- |
| 1.  | San Martín (T)     | 81 | 38 | 24 | 9  | 5  | 43 | 18 | +25 |
| 2.  | San Martín (SJ)    | 70 | 38 | 19 | 13 | 6  | 40 | 21 | +19 |
| 3.  | Quilmes (-3)       | 60 | 38 | 17 | 12 | 9  | 41 | 24 | +17 |
| 4.  | All Boys           | 58 | 38 | 15 | 13 | 10 | 34 | 24 | +10 |
| 5.  | Gimnasia (J)       | 58 | 38 | 17 | 7  | 14 | 32 | 27 | +5  |
| 6.  | Estudiantes (BA)   | 56 | 38 | 14 | 14 | 10 | 34 | 32 | +2  |
| 7.  | Racing (C)         | 53 | 38 | 14 | 11 | 13 | 37 | 36 | +1  |
| 8.  | San Miguel         | 53 | 38 | 13 | 14 | 11 | 34 | 33 | +1  |
| 9.  | Ferro Carril Oeste | 50 | 38 | 12 | 14 | 12 | 51 | 45 | +6  |
| 10. | Agropecuario       | 49 | 38 | 13 | 10 | 15 | 44 | 45 | -1  |
| 11. | Tristán Suárez     | 48 | 38 | 12 | 12 | 14 | 45 | 47 | -2  |
| 12. | Dep. Maipú         | 48 | 38 | 13 | 9  | 16 | 37 | 49 | -12 |
| 13. | Güemes (SdE)       | 45 | 38 | 10 | 15 | 13 | 32 | 37 | -5  |
| 14. | Chacarita Juniors  | 45 | 38 | 11 | 12 | 15 | 35 | 44 | -9  |
| 15. | Alvarado           | 45 | 38 | 12 | 9  | 17 | 30 | 40 | -10 |
| 16. | Patronato          | 40 | 38 | 10 | 10 | 18 | 36 | 44 | -8  |
| 17. | Arsenal Sarandí    | 40 | 38 | 9  | 13 | 16 | 21 | 36 | -15 |
| 18. | Talleres (RdE)     | 37 | 38 | 7  | 16 | 15 | 26 | 41 | -15 |
| 19. | Guillermo Brown    | 33 | 38 | 7  | 12 | 19 | 29 | 44 | -15 |

Legenda
      Squadra qualificata alla finale del campionato e alla Copa Argentina 2025.
      Squadre qualificate alla prima fase del Torneo reducido e alla Copa Argentina 2025.
      Squadra qualificata per lo spareggio retrocessione.
      Squadra retrocessa nel Torneo Federal A (essendo indirettamente affiliata alla AFA).
Note
Fonte: AFA
3 punti per la vittoria, 1 punto per il pareggio. A parità di punti valgono i seguenti criteri:
1a) Spareggio (solo per determinare la vincente del campionato o la squadra retrocessa);
1b) differenza reti;
2) gol fatti;
3) punti negli scontri diretti;
4) differenza reti negli scontri diretti;
5) gol fatti negli scontri diretti.

### ClassificaZona B
| Pos | Squadra          | Pt | G  | V  | N  | P  | GF | GS | DR  |
| --- | ---------------- | -- | -- | -- | -- | -- | -- | -- | --- |
| 1.  | Aldosivi         | 64 | 38 | 17 | 13 | 8  | 41 | 24 | +17 |
| 2.  | Dep. Madryn      | 64 | 38 | 17 | 13 | 8  | 35 | 20 | +15 |
| 3.  | Nueva Chicago    | 64 | 38 | 18 | 10 | 10 | 39 | 25 | +14 |
| 4.  | Gimnasia (M)     | 63 | 38 | 17 | 12 | 9  | 44 | 33 | +11 |
| 5.  | San Telmo (-3)   | 62 | 38 | 18 | 11 | 9  | 49 | 25 | +24 |
| 6.  | Colón (SF)       | 58 | 38 | 16 | 10 | 12 | 40 | 26 | +14 |
| 7.  | Def. de Belgrano | 58 | 38 | 15 | 13 | 10 | 38 | 24 | +14 |
| 8.  | Gimnasia (S)     | 58 | 38 | 14 | 16 | 8  | 27 | 22 | +5  |
| 9.  | Mitre (SdE)      | 57 | 38 | 13 | 18 | 7  | 27 | 20 | +7  |
| 10. | Temperley        | 52 | 38 | 11 | 19 | 8  | 30 | 25 | +5  |
| 11. | Estudiantes (RC) | 51 | 38 | 12 | 15 | 11 | 27 | 28 | -1  |
| 12. | Atlanta          | 51 | 38 | 13 | 12 | 13 | 30 | 34 | -4  |
| 13. | Deportivo Morón  | 41 | 38 | 9  | 14 | 15 | 27 | 38 | -11 |
| 14. | Almagro          | 38 | 38 | 8  | 14 | 16 | 27 | 47 | -20 |
| 15. | Chaco For Ever   | 37 | 38 | 8  | 13 | 17 | 24 | 30 | -6  |
| 16. | Almirante Brown  | 37 | 38 | 8  | 13 | 17 | 26 | 40 | -14 |
| 17. | Def. Unidos      | 35 | 38 | 7  | 14 | 17 | 30 | 46 | -16 |
| 18. | Atlético Rafaela | 30 | 38 | 6  | 12 | 20 | 24 | 43 | -19 |
| 19. | Brown (A)        | 30 | 38 | 5  | 15 | 18 | 21 | 50 | -29 |

Legenda
      Squadra qualificata alla finale del campionato e alla Copa Argentina 2025.
      Squadre qualificate alla prima fase del Torneo reducido e alla Copa Argentina 2025.
      Squadre che accedono allo spareggio per determinare la 18ª pozizione.
Note
Fonte: AFA
3 punti per la vittoria, 1 punto per il pareggio. A parità di punti valgono i seguenti criteri:
1a) Spareggio (solo per determinare la vincente del campionato o la squadra retrocessa);
1b) differenza reti;
2) gol fatti;
3) punti negli scontri diretti;
4) differenza reti negli scontri diretti;
5) gol fatti negli scontri diretti.

### Risultati

#### Girone di andata
| Agropecuario      | 1 - 0       | Patronato          | 2.2.2024    | Ferro Carril Oeste | 0 - 2       | Chacarita Juniors | 9.2.2024    | Chacarita Juniors | 1 - 1       | San Miguel         | 16.2.2024   |
| Chacarita Juniors | 2 - 0       | Dep. Maipú         | 3.2.2024    | Quilmes            | 0 - 0       | Talleres (RdE)    | 10.2.2024   | Tristán Suárez    | 0 - 1       | Patronato          | 17.2.2024   |
| All Boys          | 1 - 0       | Tristán Suárez     | 3.2.2024    | San Miguel         | 0 - 0       | Estudiantes (BA)  | 10.2.2024   | Estudiantes (BA)  | 1 - 2       | Quilmes            | 17.2.2024   |
| Talleres (RdE)    | 0 - 0       | San Miguel         | 3.2.2024    | Gimnasia (J)       | 1 - 0       | Arsenal           | 11.2.2024   | Agropecuario      | 1 - 1       | Alvarado           | 17.2.2024   |
| Estudiantes (BA)  | 1 - 0       | Ferro Carril Oeste | 3.2.2024    | Güemes             | 1 - 0       | San Martín (SJ)   | 11.2.2024   | Arsenal           | 2 - 0       | Dep. Maipú         | 18.2.2024   |
| San Martín (T)    | 1 - 0       | Gimnasia (J)       | 3.2.2024    | Dep. Maipú         | 0 - 2       | San Martín (T)    | 11.2.2024   | Guillermo Brown   | 1 - 0       | Güemes             | 18.2.2024   |
| Arsenal           | 1 - 1       | Güemes             | 4.2.2024    | Racing (C)         | 1 - 3       | Agropecuario      | 11.2.2024   | San Martín (T)    | 1 - 2       | Ferro Carril Oeste | 18.2.2024   |
| Guillermo Brown   | 1 - 1       | Racing (C)         | 4.2.2024    | Alvarado           | 2 - 1       | Guillermo Brown   | 11.2.2024   | San Martín (SJ)   | 2 - 1       | Gimnasia (J)       | 18.2.2024   |
| San Martín (SJ)   | 1 - 0       | Alvarado           | 4.2.2024    | Patronato          | 0 - 0       | All Boys          | 11.2.2024   | All Boys          | 0 - 0       | Racing (C)         | 19.2.2024   |
| Zona B            | Zona B      | Zona B             | Zona B      | Zona B             | Zona B      | Zona B            | Zona B      | Zona B            | Zona B      | Zona B             | Zona B      |
| Locali            | R           | Ospiti             | Giorno      | Locali             | R           | Ospiti            | Giorno      | Locali            | R           | Ospiti             | Giorno      |
| Mitre (SdE)       | 1 - 0       | San Telmo          | 2.2.2024    | Dep. Madryn        | 0 - 2       | Aldosivi          | 10.2.2024   | Temperley         | 4 - 1       | Almagro            | 17.2.2024   |
| Dep. Morón        | 3 - 0       | Brown (A)          | 3.2.2024    | Almagro            | 2 - 1       | Dep. Morón        | 10.2.2024   | Aldosivi          | 1 - 0       | Def. Unidos        | 17.2.2024   |
| Nueva Chicago     | 1 - 0       | Almagro            | 3.2.2024    | San Telmo          | 1 - 1       | Gimnasia (S)      | 10.2.2024   | Dep. Morón        | 0 - 4       | Def. de Belgrano   | 17.2.2024   |
| Aldosivi          | 0 - 1       | Atl. Rafaela       | 3.2.2024    | Brown (A)          | 2 - 2       | Temperley         | 10.2.2024   | Gimnasia (S)      | 1 - 0       | Atl. Rafaela       | 18.2.2024   |
| Colón             | 2 - 1       | Def. Unidos        | 3.2.2024    | Def. de Belgrano   | 1 - 0       | Nueva Chicago     | 11.2.2024   | Mitre (SdE)       | 1 - 0       | Dep. Madryn        | 18.2.2024   |
| Gimnasia (M)      | 0 - 1       | Def. de Belgrano   | 4.2.2024    | Def. Unidos        | 1 - 0       | Estudiantes (RC)  | 11.2.2024   | Estudiantes (RC)  | 1 - 2       | Atlanta            | 18.2.2024   |
| Gimnasia (S)      | 2 - 0       | Chaco For Ever     | 4.2.2024    | Atlanta            | 0 - 0       | Colón             | 11.2.2024   | Colón             | 2 - 1       | Almirante Brown    | 18.2.2024   |
| Almirante Brown   | 0 - 1       | Atlanta            | 4.2.2024    | Chaco For Ever     | 1 - 1       | Gimnasia (M)      | 11.2.2024   | Gimnasia (M)      | 1 - 1       | San Telmo          | 19.2.2024   |
| Estudiantes (RC)  | 1 - 0       | Dep. Madryn        | 4.2.2024    | Atl. Rafaela       | 0 - 0       | Mitre (SdE)       | 12.2.2024   | Nueva Chicago     | 2 - 0       | Chaco For Ever     | 5.3.2024    |
| Interzonale       | Interzonale | Interzonale        | Interzonale | Interzonale        | Interzonale | Interzonale       | Interzonale | Interzonale       | Interzonale | Interzonale        | Interzonale |
| Locali            | R           | Ospiti             | Giorno      | Locali             | R           | Ospiti            | Giorno      | Locali            | R           | Ospiti             | Giorno      |
| Quilmes           | 2 - 0       | Temperley          | 3.2.2024    | Almirante Brown    | 1 - 2       | Tristán Suárez    | 10.2.2024   | Talleres (RdE)    | 2 - 0       | Brown (A)          | 17.2.2024   |

| Talleres (RdE)     | 0 - 1       | Estudiantes (BA)  | 23.2.2024   | Tristán Suárez    | 2 - 2       | Alvarado           | 2.3.2024    | San Miguel         | 1 - 1       | San Martín (SJ)   | 9.3.2024    |
| Dep. Maipú         | 0 - 2       | San Martín (SJ)   | 24.2.2024   | All Boys          | 0 - 0       | Güemes             | 2.3.2024    | Estudiantes (BA)   | 0 - 0       | Chacarita Juniors | 9.3.2024    |
| Ferro Carril Oeste | 1 - 1       | Arsenal           | 24.2.2024   | Agropecuario      | 1 - 2       | Gimnasia (J)       | 2.3.2024    | Ferro Carril Oeste | 1 - 2       | Guillermo Brown   | 9.3.2024    |
| Gimnasia (J)       | 1 - 0       | Guillermo Brown   | 25.2.2024   | Arsenal           | 1 - 0       | San Miguel         | 3.3.2024    | Quilmes            | 0 - 0       | Arsenal           | 9.3.2024    |
| Güemes             | 1 - 1       | Agropecuario      | 25.2.2024   | Guillermo Brown   | 1 - 1       | Dep. Maipú         | 3.3.2024    | Güemes             | 2 - 2       | Tristán Suárez    | 10.3.2024   |
| Racing (C)         | 1 - 1       | Tristán Suárez    | 25.2.2024   | Chacarita Juniors | 0 - 1       | Talleres (RdE)     | 3.3.2024    | Gimnasia (J)       | 0 - 1       | All Boys          | 10.3.2024   |
| Alvarado           | 1 - 0       | All Boys          | 25.2.2024   | San Martín (SJ)   | 3 - 2       | Ferro Carril Oeste | 3.3.2024    | Dep. Maipú         | 1 - 2       | Agropecuario      | 10.3.2024   |
| Quilmes            | 1 - 0       | Chacarita Juniors | 25.2.2024   | Patronato         | 2 - 1       | Racing (C)         | 3.3.2024    | Alvarado           | 2 - 0       | Patronato         | 10.3.2024   |
| San Miguel         | 1 - 0       | San Martín (T)    | 26.2.2024   | San Martín (T)    | 0 - 0       | Quilmes            | 4.3.2024    | Talleres (RdE)     | 1 - 3       | San Martín (T)    | 10.3.2024   |
| Zona B             | Zona B      | Zona B            | Zona B      | Zona B            | Zona B      | Zona B             | Zona B      | Zona B             | Zona B      | Zona B            | Zona B      |
| Locali             | R           | Ospiti            | Giorno      | Locali            | R           | Ospiti             | Giorno      | Locali             | R           | Ospiti            | Giorno      |
| Def. de Belgrano   | 0 - 0       | Temperley         | 23.2.2024   | Nueva Chicago     | 2 - 0       | Atl. Rafaela       | 1.3.2024    | Atl. Rafaela       | 1 - 2       | Dep. Morón        | 8.3.2024    |
| Almagro            | 0 - 0       | Brown (A)         | 24.2.2024   | Brown (A)         | 0 - 3       | Def. de Belgrano   | 2.3.2024    | Def. de Belgrano   | 0 - 0       | Almagro           | 9.3.2024    |
| Def. Unidos        | 0 - 0       | Mitre (SdE)       | 24.2.2024   | Dep. Morón        | 1 - 2       | San Telmo          | 3.3.2024    | Chaco For Ever     | 3 - 0       | Brown (A)         | 9.3.2024    |
| Dep. Madryn        | 0 - 0       | Gimnasia (S)      | 24.2.2024   | Temperley         | 1 - 1       | Chaco For Ever     | 3.3.2024    | Dep. Madryn        | 0 - 0       | Nueva Chicago     | 9.3.2024    |
| San Telmo          | 1 - 0       | Nueva Chicago     |             | Gimnasia (S)      | 1 - 0       | Def. Unidos        | 3.3.2024    | Almirante Brown    | 2 - 0       | Mitre (SdE)       | 10.3.2024   |
| Chaco For Ever     | 0 - 2       | Dep. Morón        | 25.2.2024   | Mitre (SdE)       | 0 - 0       | Atlanta            | 3.3.2024    | Def. Unidos        | 3 - 1       | Gimnasia (M)      | 10.3.2024   |
| Atl. Rafaela       | 4 - 1       | Gimnasia (M)      |             | Aldosivi          | 0 - 0       | Almirante Brown    | 3.3.2024    | Colón              | 1 - 1       | Aldosivi          | 10.3.2024   |
| Atlanta            | 0 - 2       | Aldosivi          | 27.2.2024   | Estudiantes (RC)  | 1 - 2       | Colón              | 3.3.2024    | San Telmo          | 3 - 0       | Temperley         | 11.3.2024   |
| Almirante Brown    | 0 - 3       | Estudiantes (RC)  | 17.4.2024   | Gimnasia (M)      | 2 - 1       | Dep. Madryn        | 5.3.2024    | Atlanta            | 1 - 1       | Gimnasia (S)      | 11.3.2024   |
| Interzonale        | Interzonale | Interzonale       | Interzonale | Interzonale       | Interzonale | Interzonale        | Interzonale | Interzonale        | Interzonale | Interzonale       | Interzonale |
| Locali             | R           | Ospiti            | Giorno      | Locali            | R           | Ospiti             | Giorno      | Locali             | R           | Ospiti            | Giorno      |
| Colón              | 4 - 0       | Patronato         | 25.2.2024   | Estudiantes (BA)  | 1 - 1       | Almagro            | 2.3.2024    | Estudiantes (RC)   | 0 - 0       | Racing (C)        | 10.3.2024   |

| San Martín (SJ)   | 0 - 3       | Quilmes            | 15.3.2024   | Talleres (RdE)     | 0 - 0       | San Martín (SJ)  | 21.3.2024   | Guillermo Brown  | 1 - 1       | Talleres (RdE)     | 29.3.2024   |
| Tristán Suárez    | 2 - 1       | Gimnasia (J)       | 16.3.2024   | San Miguel         | 1 - 1       | Agropecuario     | 23.3.2024   | Agropecuario     | 1 - 1       | Quilmes            | 29.3.2024   |
| All Boys          | 3 - 2       | Dep. Maipú         | 16.3.2024   | Estudiantes (BA)   | 1 - 0       | Arsenal          | 23.3.2024   | Arsenal          | 3 - 1       | Chacarita Juniors  | 30.3.2024   |
| Arsenal           | 2 - 1       | Talleres (RdE)     | 17.3.2024   | Dep. Maipú         | 1 - 0       | Tristán Suárez   | 23.3.2024   | Tristán Suárez   | 1 - 1       | Ferro Carril Oeste | 30.3.2024   |
| Guillermo Brown   | 1 - 1       | San Miguel         | 17.3.2024   | Quilmes            | 1 - 0       | Guillermo Brown  | 23.3.2024   | Alvarado         | 0 - 0       | Güemes             | 31.3.2024   |
| Racing (C)        | 2 - 0       | Alvarado           | 17.3.2024   | Gimnasia (J)       | 1 - 1       | Patronato        | 23.3.2024   | Racing (C)       | 1 - 0       | Gimnasia (J)       | 31.3.2024   |
| San Martín (T)    | 2 - 0       | Estudiantes (BA)   | 17.3.2024   | Chacarita Juniors  | 1 - 0       | San Martín (T)   | 25.3.2024   | Patronato        | 1 - 2       | Dep. Maipú         | 31.3.2024   |
| Patronato         | 0 - 0       | Güemes             | 17.3.2024   | Ferro Carril Oeste | 2 - 2       | All Boys         | 25.3.2024   | All Boys         | 0 - 0       | San Miguel         | 31.3.2024   |
| Agropecuario      | 1 - 2       | Ferro Carril Oeste | 18.3.2024   | Güemes             | 0 - 1       | Racing (C)       | 25.3.2024   | San Martín (SJ)  | 0 - 0       | Estudiantes (BA)   | 31.3.2024   |
| Zona B            | Zona B      | Zona B             | Zona B      | Zona B             | Zona B      | Zona B           | Zona B      | Zona B           | Zona B      | Zona B             | Zona B      |
| Locali            | R           | Ospiti             | Giorno      | Locali             | R           | Ospiti           | Giorno      | Locali           | R           | Ospiti             | Giorno      |
| Aldosivi          | 1 - 1       | Estudiantes (RC)   | 16.3.2024   | San Telmo          | 4 - 1       | Almagro          | 23.3.2024   | Gimnasia (M)     | 2 - 0       | Colón              | 30.3.2024   |
| Temperley         | 1 - 1       | Atl. Rafaela       | 16.3.2024   | Def. Unidos        | 2 - 0       | Dep. Morón       | 23.3.2024   | Almagro          | 1 - 0       | Atl. Rafaela       | 30.3.2024   |
| Brown (A)         | 0 - 0       | San Telmo          | 16.3.2024   | Dep. Madryn        | 0 - 1       | Temperley        | 23.3.2024   | Temperley        | 0 - 0       | Def. Unidos        | 30.3.2024   |
| Almagro           | 0 - 0       | Chaco For Ever     | 17.3.2024   | Almirante Brown    | 0 - 0       | Gimnasia (M)     | 25.3.2024   | Nueva Chicago    | 1 - 0       | Almirante Brown    | 31.3.2024   |
| Dep. Morón        | 0 - 0       | Dep. Madryn        | 17.3.2024   | Atlanta            | 0 - 0       | Nueva Chicago    | 25.3.2024   | Gimnasia (S)     | 1 - 1       | Estudiantes (RC)   | 31.3.2024   |
| Mitre (SdE)       | 2 - 2       | Colón              | 17.3.2024   | Atl. Rafaela       | 0 - 0       | Brown (A)        | 25.3.2024   | Brown (A)        | 0 - 1       | Dep. Madryn        | 31.3.2024   |
| Gimnasia (M)      | 2 - 1       | Atlanta            | 18.3.2024   | Chaco For Ever     | 3 - 0       | Def. de Belgrano | 25.3.2024   | Dep. Morón       | 3 - 0       | Atlanta            | 31.3.2024   |
| Nueva Chicago     | 3 - 0       | Def. Unidos        | 18.3.2024   | Estudiantes (RC)   | 0 - 0       | Mitre (SdE)      | 25.3.2024   | Mitre (SdE)      | 0 - 1       | Aldosivi           | 1.4.2024    |
| Gimnasia (S)      | 0 - 0       | Almirante Brown    | 19.3.2024   | Colón              | 1 - 0       | Gimnasia (S)     | 25.3.2024   | Def. de Belgrano | 0 - 1       | San Telmo          | 1.4.2024    |
| Interzonale       | Interzonale | Interzonale        | Interzonale | Interzonale        | Interzonale | Interzonale      | Interzonale | Interzonale      | Interzonale | Interzonale        | Interzonale |
| Locali            | R           | Ospiti             | Giorno      | Locali             | R           | Ospiti           | Giorno      | Locali           | R           | Ospiti             | Giorno      |
| Chacarita Juniors | 1 - 4       | Def. de Belgrano   | 16.3.2024   | Aldosivi           | 0 - 0       | Alvarado         | 23.3.2024   | San Martín (T)   | 1 - 0       | Chaco For Ever     | 1.4.2024    |

| Chacarita Juniors  | 1 - 1       | San Martín (SJ)  | 6.4.2024    | Alvarado         | 0 - 1       | Dep. Maipú         | 13.4.2024   | San Martín (T)     | 0 - 0       | Guillermo Brown  | 19.4.2024   |
| Ferro Carril Oeste | 1 - 1       | Patronato        | 6.4.2024    | Agropecuario     | 0 - 0       | Estudiantes (BA)   | 13.4.2024   | Estudiantes (BA)   | 1 - 1       | All Boys         | 20.4.2024   |
| San Martín (T)     | 3 - 0       | Arsenal          | 6.4.2024    | All Boys         | 1 - 0       | Talleres (RdE)     | 13.4.2024   | Talleres (RdE)     | 1 - 0       | Tristán Suárez   | 20.4.2024   |
| San Miguel         | 3 - 2       | Tristán Suárez   | 7.4.2024    | Tristán Suárez   | 1 - 3       | Quilmes            | 14.4.2024   | San Miguel         | 2 - 0       | Racing (C)       | 21.4.2024   |
| Talleres (RdE)     | 1 - 5       | Agropecuario     | 7.4.2024    | Guillermo Brown  | 0 - 3       | Chacarita Juniors  | 14.4.2024   | Arsenal            | 0 - 0       | San Martín (SJ)  | 21.4.2024   |
| Estudiantes (BA)   | 2 - 1       | Guillermo Brown  | 7.4.2024    | Racing (C)       | 1 - 1       | Ferro Carril Oeste | 14.4.2024   | Chacarita Juniors  | 2 - 1       | Agropecuario     | 21.4.2024   |
| Gimnasia (J)       | 1 - 0       | Alvarado         | 7.4.2024    | Güemes           | 1 - 1       | Gimnasia (J)       | 14.4.2024   | Dep. Maipú         | 1 - 1       | Güemes           | 22.4.2024   |
| Quilmes            | 1 - 0       | All Boys         | 7.4.2024    | San Martín (SJ)  | 0 - 0       | San Martín (T)     | 14.4.2024   | Quilmes            | 2 - 2       | Patronato        | 22.4.2024   |
| Dep. Maipú         | 1 - 0       | Racing (C)       | 7.4.2024    | Patronato        | 0 - 1       | San Miguel         | 8.5.2024    | Ferro Carril Oeste | 3 - 0       | Alvarado         | 23.4.2024   |
| Zona B             | Zona B      | Zona B           | Zona B      | Zona B           | Zona B      | Zona B             | Zona B      | Zona B             | Zona B      | Zona B           | Zona B      |
| Locali             | R           | Ospiti           | Giorno      | Locali           | R           | Ospiti             | Giorno      | Locali             | R           | Ospiti           | Giorno      |
| Colón              | 2 - 1       | Nueva Chicago    | 5.4.2024    | Nueva Chicago    | 0 - 1       | Estudiantes (RC)   | 12.4.2024   | Atlanta            | 3 - 0       | Almagro          | 20.4.2024   |
| Almirante Brown    | 1 - 1       | Dep. Morón       | 6.4.2024    | Brown (A)        | 2 - 3       | Atlanta            | 13.4.2024   | Def. Unidos        | 3 - 2       | Def. de Belgrano | 20.4.2024   |
| San Telmo          | 2 - 0       | Chaco For Ever   | 6.4.2024    | Temperley        | 1 - 1       | Almirante Brown    | 13.4.2024   | Colón              | 0 - 0       | Temperley        | 20.4.2024   |
| Def. Unidos        | 1 - 1       | Brown (A)        | 6.4.2024    | Almagro          | 1 - 1       | Def. Unidos        | 13.4.2024   | Dep. Madryn        | 1 - 0       | Chaco For Ever   | 21.4.2024   |
| Dep. Madryn        | 2 - 0       | Almagro          | 7.4.2024    | Gimnasia (M)     | 2 - 3       | Aldosivi           | 13.4.2024   | Aldosivi           | 0 - 0       | Nueva Chicago    | 21.4.2024   |
| Aldosivi           | 2 - 2       | Gimnasia (S)     | 7.4.2024    | Chaco For Ever   | 2 - 0       | Atl. Rafaela       | 13.4.2024   | Mitre (SdE)        | 0 - 1       | Gimnasia (M)     | 21.4.2024   |
| Estudiantes (RC)   | 1 - 1       | Gimnasia (M)     | 7.4.2024    | Dep. Morón       | 0 - 2       | Colón              | 13.4.2024   | Atl. Rafaela       | 1 - 2       | San Telmo        | 21.4.2024   |
| Atl. Rafaela       | 0 - 1       | Def. de Belgrano | 7.4.2024    | Gimnasia (S)     | 1 - 0       | Mitre (SdE)        | 14.4.2024   | Estudiantes (RC)   | 2 - 0       | Dep. Morón       | 21.4.2024   |
| Atlanta            | 0 - 2       | Temperley        | 8.4.2024    | Def. de Belgrano | 2 - 3       | Dep. Madryn        | 14.4.2024   | Almirante Brown    | 1 - 2       | Brown (A)        | 22.4.2024   |
| Interzonale        | Interzonale | Interzonale      | Interzonale | Interzonale      | Interzonale | Interzonale        | Interzonale | Interzonale        | Interzonale | Interzonale      | Interzonale |
| Locali             | R           | Ospiti           | Giorno      | Locali           | R           | Ospiti             | Giorno      | Locali             | R           | Ospiti           | Giorno      |
| Mitre (SdE)        | 2 - 0       | Güemes           | 7.4.2024    | Arsenal          | 0 - 0       | San Telmo          | 14.4.2024   | Gimnasia (S)       | 0 - 0       | Gimnasia (J)     | 21.4.2024   |

| Tristán Suárez   | 0 - 1       | Estudiantes (BA)   | 27.4.2024   | San Miguel         | 1 - 0       | Güemes           | 4.5.2024    | Agropecuario     | 0 - 1       | San Martín (SJ)    | 11.5.2024   |
| Patronato        | 1 - 1       | Talleres (RdE)     | 27.4.2024   | Arsenal            | 1 - 0       | Agropecuario     | 4.5.2024    | Tristán Suárez   | 0 - 0       | San Martín (T)     | 11.5.2024   |
| Agropecuario     | 0 - 1       | San Martín (T)     | 27.4.2024   | Estudiantes (BA)   | 0 - 0       | Patronato        | 4.5.2024    | Güemes           | 1 - 0       | Quilmes            | 12.5.2024   |
| Guillermo Brown  | 2 - 0       | Arsenal            | 28.4.2024   | San Martín (SJ)    | 1 - 0       | Guillermo Brown  | 4.5.2024    | Alvarado         | 2 - 0       | Talleres (RdE)     | 12.5.2024   |
| Alvarado         | 1 - 0       | San Miguel         | 28.4.2024   | San Martín (T)     | 0 - 0       | All Boys         | 4.5.2024    | Dep. Maipú       | 2 - 1       | Ferro Carril Oeste | 12.5.2024   |
| Gimnasia (J)     | 2 - 0       | Dep. Maipú         | 28.4.2024   | Chacarita Juniors  | 1 - 2       | Tristán Suárez   | 5.5.2024    | Gimnasia (J)     | 3 - 0       | San Miguel         | 12.5.2024   |
| Güemes           | 1 - 3       | Ferro Carril Oeste | 28.4.2024   | Ferro Carril Oeste | 2 - 0       | Gimnasia (J)     | 5.5.2024    | Patronato        | 2 - 0       | Chacarita Juniors  | 12.5.2024   |
| All Boys         | 0 - 0       | Chacarita Juniors  | 28.4.2024   | Quilmes            | 1 - 1       | Alvarado         | 5.5.2024    | Racing (C)       | 0 - 1       | Estudiantes (BA)   | 12.5.2024   |
| Racing (C)       | 1 - 0       | Quilmes            | 28.4.2024   | Talleres (RdE)     | 0 - 0       | Racing (C)       | 7.5.2024    | All Boys         | 1 - 0       | Arsenal            | 13.5.2024   |
| Zona B           | Zona B      | Zona B             | Zona B      | Zona B             | Zona B      | Zona B           | Zona B      | Zona B           | Zona B      | Zona B             | Zona B      |
| Locali           | R           | Ospiti             | Giorno      | Locali             | R           | Ospiti           | Giorno      | Locali           | R           | Ospiti             | Giorno      |
| Almagro          | 1 - 0       | Almirante Brown    | 27.4.2024   | Estudiantes (RC)   | 2 - 1       | Brown (A)        | 3.5.2024    | Temperley        | 2 - 0       | Mitre (SdE)        | 10.5.2024   |
| Nueva Chicago    | 1 - 0       | Mitre (SdE)        | 27.4.2024   | Colón              | 3 - 0       | Almagro          | 3.5.2024    | Dep. Morón       | 0 - 0       | Gimnasia (S)       | 11.5.2024   |
| Def. de Belgrano | 2 - 0       | Atlanta            | 27.4.2024   | Def. Unidos        | 2 - 2       | San Telmo        | 4.5.2024    | Chaco For Ever   | 0 - 0       | Almirante Brown    | 11.5.2024   |
| Brown (A)        | 0 - 4       | Colón              | 28.4.2024   | Atlanta            | 1 - 0       | Chaco For Ever   | 4.5.2024    | Atl. Rafaela     | 1 - 0       | Def. Unidos        | 11.5.2024   |
| Dep. Morón       | 2 - 1       | Aldosivi           | 28.4.2024   | Dep. Madryn        | 1 - 1       | Atl. Rafaela     | 4.5.2024    | Brown (A)        | 0 - 1       | Aldosivi           | 11.5.2024   |
| Temperley        | 0 - 1       | Estudiantes (RC)   | 28.4.2024   | Almirante Brown    | 0 - 2       | Def. de Belgrano | 4.5.2024    | San Telmo        | 0 - 1       | Atlanta            | 12.5.2024   |
| San Telmo        | 2 - 1       | Dep. Madryn        | 28.4.2024   | Mitre (SdE)        | 0 - 0       | Dep. Morón       | 4.5.2024    | Nueva Chicago    | 2 - 1       | Gimnasia (M)       | 12.5.2024   |
| Chaco For Ever   | 3 - 0       | Def. Unidos        | 28.4.2024   | Aldosivi           | 1 - 1       | Temperley        | 4.5.2024    | Almagro          | 0 - 1       | Estudiantes (RC)   | 13.5.2024   |
| Gimnasia (M)     | 0 - 0       | Gimnasia (S)       | 28.4.2024   | Gimnasia (S)       | 2 - 0       | Nueva Chicago    | 5.5.2024    | Def. de Belgrano | 1 - 0       | Colón              | 13.5.2024   |
| Interzonale      | Interzonale | Interzonale        | Interzonale | Interzonale        | Interzonale | Interzonale      | Interzonale | Interzonale      | Interzonale | Interzonale        | Interzonale |
| Locali           | R           | Ospiti             | Giorno      | Locali             | R           | Ospiti           | Giorno      | Locali           | R           | Ospiti             | Giorno      |
| San Martín (SJ)  | 2 - 1       | Atl. Rafaela       | 28.4.2024   | Gimnasia (M)       | 0 - 1       | Dep. Maipú       | 5.5.2024    | Guillermo Brown  | 0 - 1       | Dep. Madryn        | 12.5.2024   |

| San Miguel        | 2 - 1       | Dep. Maipú         | 18.5.2024   | Tristán Suárez     | 0 - 1       | San Martín (SJ)   | 25.5.2024   | Arsenal           | 0 - 2       | Racing (C)         | 31.5.2024   |
| Talleres (RdE)    | 0 - 0       | Güemes             | 18.5.2024   | Ferro Carril Oeste | 1 - 0       | San Miguel        | 26.5.2024   | Chacarita Juniors | 2 - 0       | Güemes             | 1.6.2024    |
| Quilmes           | 2 - 1       | Gimnasia (J)       | 18.5.2024   | All Boys           | 1 - 1       | Guillermo Brown   | 26.5.2024   | Talleres (RdE)    | 2 - 3       | Dep. Maipú         | 1.6.2024    |
| Estudiantes (BA)  | 4 - 0       | Alvarado           | 18.5.2024   | Dep. Maipú         | 1 - 1       | Quilmes           | 26.5.2024   | Estudiantes (BA)  | 1 - 0       | Gimnasia (J)       | 2.6.2024    |
| Guillermo Brown   | 0 - 2       | Agropecuario       | 19.5.2024   | Güemes             | 1 - 0       | Estudiantes (BA)  | 26.5.2024   | Guillermo Brown   | 2 - 1       | Tristán Suárez     | 2.6.2024    |
| Arsenal           | 0 - 2       | Tristán Suárez     | 19.5.2024   | Alvarado           | 2 - 1       | Chacarita Juniors | 26.5.2024   | San Martín (SJ)   | 1 - 0       | Patronato          | 2.6.2024    |
| Chacarita Juniors | 2 - 2       | Racing (C)         | 19.5.2024   | Gimnasia (J)       | 2 - 1       | Talleres (RdE)    | 26.5.2024   | San Martín (T)    | 1 - 0       | Alvarado           | 2.6.2024    |
| San Martín (SJ)   | 3 - 0       | All Boys           | 19.5.2024   | Patronato          | 0 - 0       | Arsenal           | 26.5.2024   | Quilmes           | 1 - 4       | Ferro Carril Oeste | 2.6.2024    |
| San Martín (T)    | 2 - 0       | Patronato          | 20.5.2024   | Racing (C)         | 0 - 1       | San Martín (T)    | 26.5.2024   | Agropecuario      | 2 - 1       | All Boys           | 3.6.2024    |
| Zona B            | Zona B      | Zona B             | Zona B      | Zona B             | Zona B      | Zona B            | Zona B      | Zona B            | Zona B      | Zona B             | Zona B      |
| Locali            | R           | Ospiti             | Giorno      | Locali             | R           | Ospiti            | Giorno      | Locali            | R           | Ospiti             | Giorno      |
| Gimnasia (S)      | 0 - 2       | Temperley          | 17.5.2024   | San Telmo          | 2 - 0       | Colón             | 25.5.2024   | Colón             | 1 - 0       | Atl. Rafaela       | 31.5.2024   |
| Atlanta           | 2 - 0       | Atl. Rafaela       | 19.5.2024   | Atl. Rafaela       | 1 - 2       | Almirante Brown   | 25.5.2024   | Nueva Chicago     | 1 - 0       | Temperley          | 1.6.2024    |
| Aldosivi          | 1 - 0       | Almagro            | 19.5.2024   | Brown (A)          | 0 - 0       | Gimnasia (S)      | 26.5.2024   | Almirante Brown   | 0 - 1       | Dep. Madryn        | 1.6.2024    |
| Def. Unidos       | 0 - 0       | Dep. Madryn        | 19.5.2024   | Dep. Madryn        | 3 - 0       | Atlanta           | 26.5.2024   | Gimnasia (M)      | 3 - 1       | Brown (A)          | 2.6.2024    |
| Gimnasia (M)      | 2 - 1       | Dep. Morón         | 19.5.2024   | Dep. Morón         | 1 - 0       | Nueva Chicago     | 26.5.2024   | Gimnasia (S)      | 1 - 1       | Almagro            | 2.6.2024    |
| Colón             | 1 - 0       | Chaco For Ever     | 19.5.2024   | Almagro            | 0 - 0       | Mitre (SdE)       | 26.5.2024   | Mitre (SdE)       | 2 - 0       | Def. de Belgrano   | 2.6.2024    |
| Estudiantes (RC)  | 1 - 1       | Def. de Belgrano   | 19.5.2024   | Chaco For Ever     | 3 - 0       | Estudiantes (RC)  | 26.5.2024   | Estudiantes (RC)  | 0 - 1       | San Telmo          | 2.6.2024    |
| Almirante Brown   | 0 - 0       | San Telmo          | 20.5.2024   | Def. de Belgrano   | 0 - 2       | Aldosivi          | 27.5.2024   | Aldosivi          | 1 - 1       | Chaco For Ever     | 2.6.2024    |
| Mitre (SdE)       | 1 - 0       | Brown (A)          | 20.5.2024   | Temperley          | 1 - 3       | Gimnasia (M)      | 27.5.2024   | Atlanta           | 1 - 1       | Def. Unidos        | 3.6.2024    |
| Interzonale       | Interzonale | Interzonale        | Interzonale | Interzonale        | Interzonale | Interzonale       | Interzonale | Interzonale       | Interzonale | Interzonale        | Interzonale |
| Locali            | R           | Ospiti             | Giorno      | Locali             | R           | Ospiti            | Giorno      | Locali            | R           | Ospiti             | Giorno      |
| Nueva Chicago     | 3 - 1       | Ferro Carril Oeste | 19.5.2024   | Agropecuario       | 0 - 0       | Def. Unidos       | 25.5.2024   | Dep. Morón        | 0 - 1       | San Miguel         | 2.6.2024    |

| 19ª giornata       | 19ª giornata | 19ª giornata      | 19ª giornata |
| Zona A             | Zona A       | Zona A            | Zona A       |
| Locali             | R            | Ospiti            | Giorno       |
| ------------------ | ------------ | ----------------- | ------------ |
| Tristán Suárez     | 2 - 1        | Agropecuario      | 8.6.2024     |
| San Miguel         | 1 - 0        | Quilmes           | 8.6.2024     |
| Racing (C)         | 0 - 0        | San Martín (SJ)   | 9.6.2024     |
| Alvarado           | 2 - 1        | Arsenal           | 9.6.2024     |
| Güemes             | 0 - 0        | San Martín (T)    | 9.6.2024     |
| Dep. Maipú         | 1 - 0        | Estudiantes (BA)  | 9.6.2024     |
| Patronato          | 0 - 0        | Guillermo Brown   | 9.6.2024     |
| Ferro Carril Oeste | 0 - 1        | Talleres (RdE)    | 9.6.2024     |
| Gimnasia (J)       | 0 - 1        | Chacarita Juniors | 12.6.2024    |
| Zona B             |              |                   |              |
| Locali             | R            | Ospiti            | Giorno       |
| Def. de Belgrano   | 1 - 0        | Gimnasia (S)      | 8.6.2024     |
| Almagro            | 2 - 2        | Gimnasia (M)      | 8.6.2024     |
| Temperley          | 3 - 0        | Dep. Morón        | 8.6.2024     |
| Brown (A)          | 0 - 0        | Nueva Chicago     | 8.6.2024     |
| Def. Unidos        | 0 - 1        | Almirante Brown   | 9.6.2024     |
| Dep. Madryn        | 0 - 0        | Colón             | 9.6.2024     |
| Chaco For Ever     | 1 - 1        | Mitre (SdE)       | 9.6.2024     |
| Atl. Rafaela       | 0 - 1        | Estudiantes (RC)  | 10.6.2024    |
| San Telmo          | 1 - 2        | Aldosivi          | 31.7.2024    |
| Interzonale        |              |                   |              |
| Locali             | R            | Ospiti            | Giorno       |
| All Boys           | 1 - 0        | Atlanta           | 8.6.2024     |

#### Girone di ritorno
| San Miguel         | 0 - 0       | Talleres (RdE)    | 22.6.2024   | All Boys          | 1 - 0       | Patronato          | 29.6.2024   | Alvarado           | 0 - 3       | Agropecuario      | 7.7.2024    |
| Tristán Suárez     | 1 - 0       | All Boys          | 22.6.2024   | Agropecuario      | 2 - 4       | Racing (C)         | 29.6.2024   | Güemes             | 1 - 1       | Guillermo Brown   | 7.7.2024    |
| Racing (C)         | 1 - 2       | Guillermo Brown   | 23.6.2024   | Estudiantes (BA)  | 1 - 1       | San Miguel         | 29.6.2024   | Racing (C)         | 1 - 0       | All Boys          | 7.7.2024    |
| Alvarado           | 0 - 0       | San Martín (SJ)   | 23.6.2024   | Chacarita Juniors | 1 - 1       | Ferro Carril Oeste | 30.6.2024   | San Miguel         | 2 - 1       | Chacarita Juniors | 7.7.2024    |
| Dep. Maipú         | 0 - 2       | Chacarita Juniors | 23.6.2024   | Arsenal           | 0 - 1       | Gimnasia (J)       | 30.6.2024   | Dep. Maipú         | 1 - 0       | Arsenal           | 7.7.2024    |
| Güemes             | 0 - 1       | Arsenal           | 23.6.2024   | Guillermo Brown   | 0 - 0       | Alvarado           | 30.6.2024   | Patronato          | 3 - 0       | Tristán Suárez    | 7.7.2024    |
| Gimnasia (J)       | 2 - 0       | San Martín (T)    | 23.6.2024   | San Martín (SJ)   | 1 - 0       | Güemes             | 30.6.2024   | Gimnasia (J)       | 1 - 0       | San Martín (SJ)   | 7.7.2024    |
| Patronato          | 4 - 0       | Agropecuario      | 23.6.2024   | San Martín (T)    | 2 - 1       | Dep. Maipú         | 30.6.2024   | Quilmes            | 1 - 0       | Estudiantes (BA)  | 7.7.2024    |
| Ferro Carril Oeste | 2 - 2       | Estudiantes (BA)  | 23.6.2024   | Talleres (RdE)    | 1 - 0       | Quilmes            | 1.7.2024    | Ferro Carril Oeste | 3 - 1       | San Martín (T)    | 7.7.2024    |
| Zona B             | Zona B      | Zona B            | Zona B      | Zona B            | Zona B      | Zona B             | Zona B      | Zona B             | Zona B      | Zona B            | Zona B      |
| Locali             | R           | Ospiti            | Giorno      | Locali            | R           | Ospiti             | Giorno      | Locali             | R           | Ospiti            | Giorno      |
| Dep. Madryn        | 1 - 0       | Estudiantes (RC)  | 22.6.2024   | Temperley         | 1 - 0       | Brown (A)          | 29.6.2024   | Atl. Rafaela       | 0 - 0       | Gimnasia (S)      | 5.7.2024    |
| Def. de Belgrano   | 0 - 1       | Gimnasia (M)      | 22.6.2024   | Gimnasia (M)      | 1 - 0       | Chaco For Ever     | 29.6.2024   | Atlanta            | 1 - 1       | Estudiantes (RC)  | 6.7.2024    |
| Almagro            | 1 - 2       | Nueva Chicago     | 22.6.2024   | Nueva Chicago     | 0 - 0       | Defensores Unidos  | 30.6.2024   | Dep. Madryn        | 1 - 0       | Mitre (SdE)       | 6.7.2024    |
| Brown (A)          | 0 - 0       | Dep. Morón        | 22.6.2024   | Aldosivi          | 1 - 0       | Dep. Madryn        | 30.6.2024   | Almagro            | 0 - 0       | Temperley         | 6.7.2024    |
| San Telmo          | 0 - 0       | Mitre (SdE)       | 23.6.2024   | Dep. Morón        | 0 - 0       | Almagro            | 30.6.2024   | San Telmo          | 0 - 0       | Gimnasia (M)      | 7.7.2024    |
| Defensores Unidos  | 2 - 1       | Colón             | 23.6.2024   | Gimnasia (S)      | 0 - 3       | San Telmo          | 30.6.2024   | Def. de Belgrano   | 0 - 0       | Dep. Morón        | 7.7.2024    |
| Chaco For Ever     | 0 - 1       | Gimnasia (S)      | 23.6.2024   | Mitre (SdE)       | 2 - 0       | Atl. Rafaela       | 30.6.2024   | Defensores Unidos  | 1 - 0       | Aldosivi          | 7.7.2024    |
| Atl. Rafaela       | 0 - 2       | Aldosivi          | 23.6.2024   | Estudiantes (RC)  | 2 - 1       | Defensores Unidos  | 30.6.2024   | Chaco For Ever     | 0 - 1       | Nueva Chicago     | 7.7.2024    |
| Atlanta            | 1 - 0       | Almirante Brown   | 24.6.2024   | Colón             | 1 - 1       | Atlanta            | 30.6.2024   | Almirante Brown    | 0 - 0       | Colón             | 7.7.2024    |
| Interzonale        | Interzonale | Interzonale       | Interzonale | Interzonale       | Interzonale | Interzonale        | Interzonale | Interzonale        | Interzonale | Interzonale       | Interzonale |
| Locali             | R           | Ospiti            | Giorno      | Locali            | R           | Ospiti             | Giorno      | Locali             | R           | Ospiti            | Giorno      |
| Temperley          | 1 - 0       | Quilmes           | 22.6.2024   | Tristán Suárez    | 2 - 2       | Almirante Brown    | 29.6.2024   | Brown (A)          | 0 - 0       | Talleres (RdE)    | 6.7.2024    |

| Chacarita Juniors | 0 - 4       | Quilmes            | 13.7.2024   | San Miguel         | 3 - 0       | Arsenal           | 20.7.2024   | Tristán Suárez    | 1 - 1       | Güemes             | 27.7.2024   |
| Estudiantes (BA)  | 2 - 1       | Talleres (RdE)     | 13.7.2024   | Güemes             | 2 - 1       | All Boys          | 20.7.2024   | Arsenal           | 0 - 0       | Quilmes            | 27.7.2024   |
| All Boys          | 1 - 0       | Alvarado           | 13.7.2024   | Alvarado           | 1 - 2       | Tristán Suárez    | 20.7.2024   | Chacarita Juniors | 1 - 1       | Estudiantes (BA)   | 27.7.2024   |
| Tristán Suárez    | 1 - 0       | Racing (C)         | 13.7.2024   | Ferro Carril Oeste | 0 - 0       | San Martín (SJ)   | 20.7.2024   | All Boys          | 0 - 1       | Gimnasia (J)       | 28.7.2024   |
| Arsenal           | 0 - 0       | Ferro Carril Oeste | 14.7.2024   | Dep. Maipú         | 1 - 0       | Guillermo Brown   | 21.7.2024   | Guillermo Brown   | 3 - 1       | Ferro Carril Oeste | 28.7.2024   |
| Guillermo Brown   | 0 - 0       | Gimnasia (J)       | 14.7.2024   | Gimnasia (J)       | 1 - 1       | Agropecuario      | 21.7.2024   | Patronato         | 1 - 3       | Alvarado           | 28.7.2024   |
| Agropecuario      | 3 - 1       | Güemes             | 14.7.2024   | Racing (C)         | 1 - 0       | Patronato         | 21.7.2024   | Agropecuario      | 0 - 0       | Dep. Maipú         | 28.7.2024   |
| San Martín (T)    | 1 - 0       | San Miguel         | 14.7.2024   | Talleres (RdE)     | 2 - 1       | Chacarita Juniors | 21.7.2024   | San Martín (SJ)   | 2 - 0       | San Miguel         | 28.7.2024   |
| San Martín (SJ)   | 1 - 0       | Dep. Maipú         | 14.7.2024   | Quilmes            | 1 - 2       | San Martín (T)    | 22.7.2024   | San Martín (T)    | 1 - 0       | Talleres (RdE)     | 28.7.2024   |
| Zona B            | Zona B      | Zona B             | Zona B      | Zona B             | Zona B      | Zona B            | Zona B      | Zona B            | Zona B      | Zona B             | Zona B      |
| Locali            | R           | Ospiti             | Giorno      | Locali             | R           | Ospiti            | Giorno      | Locali            | R           | Ospiti             | Giorno      |
| Dep. Morón        | 1 - 0       | Chaco For Ever     | 13.7.2024   | Atl. Rafaela       | 1 - 5       | Nueva Chicago     | 19.7.2024   | Almagro           | 1 - 0       | Def. de Belgrano   | 26.7.2024   |
| Brown (A)         | 0 - 2       | Almagro            | 13.7.2024   | Chaco For Ever     | 0 - 1       | Temperley         | 19.7.2024   | Temperley         | 0 - 0       | San Telmo          | 26.7.2024   |
| Temperley         | 0 - 0       | Def. de Belgrano   | 13.7.2024   | Def. de Belgrano   | 3 - 0       | Brown (A)         | 20.7.2024   | Aldosivi          | 1 - 0       | Colón              | 27.7.2024   |
| Gimnasia (M)      | 2 - 1       | Atl. Rafaela       | 13.7.2024   | Almirante Brown    | 1 - 0       | Aldosivi          | 20.7.2024   | Nueva Chicago     | 1 - 1       | Dep. Madryn        | 27.7.2024   |
| Nueva Chicago     | 0 - 3       | San Telmo          | 14.7.2024   | Colón              | 3 - 0       | Estudiantes (RC)  | 20.7.2024   | Brown (A)         | 0 - 0       | Chaco For Ever     | 27.7.2024   |
| Aldosivi          | 2 - 1       | Atlanta            | 14.7.2024   | San Telmo          | 1 - 1       | Dep. Morón        | 21.7.2024   | Mitre (SdE)       | 2 - 1       | Almirante Brown    | 27.7.2024   |
| Gimnasia (S)      | 0 - 0       | Dep. Madryn        | 14.7.2024   | Defensores Unidos  | 0 - 1       | Gimnasia (S)      | 21.7.2024   | Dep. Morón        | 1 - 1       | Atl. Rafaela       | 27.7.2024   |
| Estudiantes (RC)  | 0 - 1       | Almirante Brown    | 14.7.2024   | Dep. Madryn        | 0 - 2       | Gimnasia (M)      | 21.7.2024   | Gimnasia (M)      | 2 - 0       | Defensores Unidos  | 28.7.2024   |
| Mitre (SdE)       | 1 - 0       | Defensores Unidos  | 14.7.2024   | Atlanta            | 0 - 0       | Mitre (SdE)       | 22.7.2024   | Gimnasia (S)      | 1 - 0       | Atlanta            | 28.7.2024   |
| Interzonale       | Interzonale | Interzonale        | Interzonale | Interzonale        | Interzonale | Interzonale       | Interzonale | Interzonale       | Interzonale | Interzonale        | Interzonale |
| Locali            | R           | Ospiti             | Giorno      | Locali             | R           | Ospiti            | Giorno      | Locali            | R           | Ospiti             | Giorno      |
| Patronato         | 1 - 0       | Colón              | 14.7.2024   | Almagro            | 1 - 0       | Estudiantes (BA)  | 20.7.2024   | Racing (C)        | 0 - 1       | Estudiantes (RC)   | 28.7.2024   |

| Güemes             | 2 - 1       | Patronato         | 3.8.2024    | Arsenal          | 1 - 1       | Estudiantes (BA)   | 10.8.2024   | Estudiantes (BA)   | 0 - 0       | San Martín (SJ)  | 17.8.2024   |
| Estudiantes (BA)   | 1 - 3       | San Martín (T)    | 3.8.2024    | San Martín (SJ)  | 3 - 1       | Talleres (RdE)     | 10.8.2024   | Ferro Carril Oeste | 2 - 2       | Tristán Suárez   | 17.8.2024   |
| San Miguel         | 1 - 0       | Guillermo Brown   | 3.8.2024    | Tristán Suárez   | 1 - 2       | Dep. Maipú         | 10.8.2024   | Güemes             | 2 - 1       | Alvarado         | 17.8.2024   |
| Talleres (RdE)     | 0 - 0       | Arsenal           | 3.8.2024    | Guillermo Brown  | 1 - 2       | Quilmes            | 11.8.2024   | San Miguel         | 2 - 1       | All Boys         | 17.8.2024   |
| Dep. Maipú         | 1 - 2       | All Boys          | 4.8.2024    | Patronato        | 1 - 0       | Gimnasia (J)       | 11.8.2024   | Chacarita Juniors  | 0 - 0       | Arsenal          | 18.8.2024   |
| Gimnasia (J)       | 1 - 0       | Tristán Suárez    | 4.8.2024    | Agropecuario     | 2 - 1       | San Miguel         | 11.8.2024   | Dep. Maipú         | 3 - 1       | Patronato        | 18.8.2024   |
| Alvarado           | 3 - 0       | Racing (C)        | 4.8.2024    | Racing (C)       | 2 - 0       | Güemes             | 11.8.2024   | Gimnasia (J)       | 0 - 1       | Racing (C)       | 18.8.2024   |
| Ferro Carril Oeste | 3 - 0       | Agropecuario      | 5.8.2024    | San Martín (T)   | 1 - 0       | Chacarita Juniors  | 11.8.2024   | Talleres (RdE)     | 1 - 1       | Guillermo Brown  | 19.8.2024   |
| Quilmes            | 0 - 1       | San Martín (SJ)   | 5.8.2024    | All Boys         | 3 - 0       | Ferro Carril Oeste | 11.8.2024   | Quilmes            | 1 - 0       | Agropecuario     | 19.8.2024   |
| Zona B             | Zona B      | Zona B            | Zona B      | Zona B           | Zona B      | Zona B             | Zona B      | Zona B             | Zona B      | Zona B           | Zona B      |
| Locali             | R           | Ospiti            | Giorno      | Locali           | R           | Ospiti             | Giorno      | Locali             | R           | Ospiti           | Giorno      |
| Dep. Madryn        | 0 - 0       | Dep. Morón        | 3.8.2024    | Dep. Morón       | 1 - 1       | Def. Unidos        | 10.8.2024   | Dep. Madryn        | 2 - 1       | Brown (A)        | 17.8.2024   |
| Def. Unidos        | 1 - 2       | Nueva Chicago     | 3.8.2024    | Gimnasia (M)     | 1 - 0       | Almirante Brown    | 11.8.2024   | Def. Unidos        | 3 - 1       | Temperley        | 18.8.2024   |
| Chaco For Ever     | 1 - 1       | Almagro           | 3.8.2024    | Nueva Chicago    | 0 - 1       | Atlanta            | 11.8.2024   | Aldosivi           | 0 - 0       | Mitre (SdE)      | 18.8.2024   |
| Almirante Brown    | 0 - 0       | Gimnasia (S)      | 3.8.2024    | Brown (A)        | 1 - 0       | Atl. Rafaela       | 11.8.2024   | San Telmo          | 1 - 2       | Def. de Belgrano | 18.8.2024   |
| San Telmo          | 3 - 0       | Brown (A)         | 4.8.2024    | Almagro          | 1 - 1       | San Telmo          | 11.8.2024   | Estudiantes (RC)   | 0 - 1       | Gimnasia (S)     | 18.8.2024   |
| Atlanta            | 1 - 2       | Gimnasia (M)      | 5.8.2024    | Def. de Belgrano | 0 - 0       | Chaco For Ever     | 11.8.2024   | Almirante Brown    | 0 - 1       | Nueva Chicago    | 18.8.2024   |
| Estudiantes (RC)   | 2 - 2       | Aldosivi          | 5.8.2024    | Mitre (SdE)      | 0 - 0       | Estudiantes (RC)   | 11.8.2024   | Atl. Rafaela       | 2 - 3       | Almagro          | 18.8.2024   |
| Atl. Rafaela       | 1 - 0       | Temperley         | 5.8.2024    | Gimnasia (S)     | 1 - 0       | Colón              | 12.8.2024   | Colón              | 1 - 0       | Gimnasia (M)     | 18.8.2024   |
| Colón              | 1 - 2       | Mitre (SdE)       | 5.8.2024    | Temperley        | 0 - 1       | Dep. Madryn        | 12.8.2024   | Atlanta            | 1 - 0       | Dep. Morón       | 19.8.2024   |
| Interzonale        | Interzonale | Interzonale       | Interzonale | Interzonale      | Interzonale | Interzonale        | Interzonale | Interzonale        | Interzonale | Interzonale      | Interzonale |
| Locali             | R           | Ospiti            | Giorno      | Locali           | R           | Ospiti             | Giorno      | Locali             | R           | Ospiti           | Giorno      |
| Def. de Belgrano   | 2 - 2       | Chacarita Juniors | 4.8.2024    | Alvarado         | 1 - 0       | Aldosivi           | 11.8.2024   | Chaco For Ever     | 0 - 1       | San Martín (T)   | 17.8.2024   |

| Arsenal          | 1 - 1       | San Martín (T)     | 24.8.2024   | San Martín (T)     | 1 - 0       | San Martín (SJ)  | 31.8.2024   | Güemes           | 4 - 0       | Dep. Maipú         | 7.9.2024    |
| Tristán Suárez   | 1 - 1       | San Miguel         | 24.8.2024   | Gimnasia (J)       | 1 - 0       | Güemes           | 31.8.2024   | Agropecuario     | 2 - 0       | Chacarita Juniors  | 7.9.2024    |
| Alvarado         | 1 - 0       | Gimnasia (J)       | 25.8.2024   | Chacarita Juniors  | 1 - 0       | Guillermo Brown  | 1.9.2024    | San Martín (SJ)  | 0 - 0       | Arsenal            | 7.9.2024    |
| Guillermo Brown  | 3 - 1       | Estudiantes (BA)   | 25.8.2024   | Ferro Carril Oeste | 2 - 0       | Racing (C)       | 1.9.2024    | Tristán Suárez   | 2 - 2       | Talleres (RdE)     | 7.9.2024    |
| Agropecuario     | 2 - 0       | Talleres (RdE)     | 25.8.2024   | Dep. Maipú         | 1 - 1       | Alvarado         | 1.9.2024    | Guillermo Brown  | 0 - 1       | San Martín (T)     | 8.9.2024    |
| San Martín (SJ)  | 4 - 0       | Chacarita Juniors  | 25.8.2024   | Quilmes            | 0 - 1       | Tristán Suárez   | 1.9.2024    | Alvarado         | 0 - 2       | Ferro Carril Oeste | 8.9.2024    |
| Patronato        | 1 - 3       | Ferro Carril Oeste | 25.8.2024   | San Miguel         | 2 - 4       | Patronato        | 2.9.2024    | Racing (C)       | 1 - 0       | San Miguel         | 8.9.2024    |
| Racing (C)       | 3 - 2       | Dep. Maipú         | 25.8.2024   | Talleres (RdE)     | 2 - 2       | All Boys         | 2.9.2024    | All Boys         | 0 - 0       | Estudiantes (BA)   | 8.9.2024    |
| All Boys         | 0 - 0       | Quilmes            | 26.8.2024   | Estudiantes (BA)   | 1 - 0       | Agropecuario     | 2.9.2024    | Patronato        | 1 - 1       | Quilmes            | 8.9.2024    |
| Zona B           | Zona B      | Zona B             | Zona B      | Zona B             | Zona B      | Zona B           | Zona B      | Zona B           | Zona B      | Zona B             | Zona B      |
| Locali           | R           | Ospiti             | Giorno      | Locali             | R           | Ospiti           | Giorno      | Locali           | R           | Ospiti             | Giorno      |
| Brown (A)        | 2 - 1       | Def. Unidos        | 24.8.2024   | Atl. Rafaela       | 0 - 1       | Chaco For Ever   | 30.8.2024   | Nueva Chicago    | 2 - 1       | Aldosivi           | 7.9.2024    |
| Def. de Belgrano | 0 - 0       | Atl. Rafaela       | 24.8.2024   | Aldosivi           | 0 - 0       | Gimnasia (M)     | 1.9.2024    | Almagro          | 0 - 0       | Atlanta            | 7.9.2024    |
| Dep. Morón       | 0 - 1       | Almirante Brown    | 25.8.2024   | Almirante Brown    | 0 - 0       | Temperley        | 1.9.2024    | Temperley        | 1 - 0       | Colón              | 7.9.2024    |
| Temperley        | 1 - 1       | Atlanta            | 25.8.2024   | Dep. Madryn        | 0 - 0       | Def. de Belgrano | 1.9.2024    | Chaco For Ever   | 0 - 1       | Dep. Madryn        | 7.9.2024    |
| Almagro          | 0 - 1       | Dep. Madryn        | 25.8.2024   | Mitre (SdE)        | 2 - 1       | Gimnasia (S)     | 1.9.2024    | San Telmo        | 3 - 2       | Atl. Rafaela       | 8.9.2024    |
| Gimnasia (M)     | 0 - 0       | Estudiantes (RC)   | 25.8.2024   | Estudiantes (RC)   | 1 - 0       | Nueva Chicago    | 1.9.2024    | Def. de Belgrano | 2 - 0       | Def. Unidos        | 8.9.2024    |
| Chaco For Ever   | 1 - 0       | San Telmo          | 25.8.2024   | Colón              | 1 - 0       | Dep. Morón       | 1.9.2024    | Brown (A)        | 2 - 2       | Almirante Brown    | 8.9.2024    |
| Gimnasia (S)     | 1 - 0       | Aldosivi           | 25.8.2024   | Def. Unidos        | 1 - 1       | Almagro          | 2.9.2024    | Gimnasia (M)     | 1 - 1       | Mitre (SdE)        | 8.9.2024    |
| Nueva Chicago    | 1 - 0       | Colón              | 26.8.2024   | Atlanta            | 1 - 0       | Brown (A)        | 2.9.2024    | Dep. Morón       | 2 - 1       | Estudiantes (RC)   | 8.9.2024    |
| Interzonale      | Interzonale | Interzonale        | Interzonale | Interzonale        | Interzonale | Interzonale      | Interzonale | Interzonale      | Interzonale | Interzonale        | Interzonale |
| Locali           | R           | Ospiti             | Giorno      | Locali             | R           | Ospiti           | Giorno      | Locali           | R           | Ospiti             | Giorno      |
| Güemes           | 0 - 0       | Mitre (SdE)        | 24.8.2024   | San Telmo          | 4 - 0       | Arsenal          | 2.9.2024    | Gimnasia (J)     | 2 - 0       | Gimnasia (S)       | 8.9.2024    |

| Estudiantes (BA)   | 2 - 2       | Tristán Suárez   | 14.9.2024   | Güemes           | 2 - 0       | San Miguel         | 21.9.2024   | San Miguel         | 1 - 1       | Gimnasia (J)     | 28.9.2024   |
| Talleres (RdE)     | 1 - 0       | Patronato        | 14.9.2024   | Tristán Suárez   | 0 - 0       | Chacarita Juniors  | 21.9.2024   | Estudiantes (BA)   | 1 - 0       | Racing (C)       | 28.9.2024   |
| San Miguel         | 2 - 0       | Alvarado         | 14.9.2024   | Alvarado         | 0 - 0       | Quilmes            | 22.9.2024   | Chacarita Juniors  | 1 - 0       | Patronato        | 28.9.2024   |
| Arsenal            | 2 - 0       | Guillermo Brown  | 15.9.2024   | Guillermo Brown  | 0 - 2       | San Martín (SJ)    | 22.9.2024   | Talleres (RdE)     | 0 - 2       | Alvarado         | 28.9.2024   |
| Chacarita Juniors  | 0 - 1       | All Boys         | 15.9.2024   | Gimnasia (J)     | 1 - 0       | Ferro Carril Oeste | 22.9.2024   | Quilmes            | 1 - 0       | Güemes           | 28.9.2024   |
| Dep. Maipú         | 2 - 0       | Gimnasia (J)     | 15.9.2024   | Patronato        | 4 - 0       | Estudiantes (BA)   | 22.9.2024   | Arsenal            | 0 - 1       | All Boys         | 29.9.2024   |
| Ferro Carril Oeste | 1 - 1       | Güemes           | 15.9.2024   | Agropecuario     | 1 - 0       | Arsenal            | 22.9.2024   | San Martín (SJ)    | 0 - 0       | Agropecuario     | 29.9.2024   |
| Quilmes            | 1 - 0       | Racing (C)       | 15.9.2024   | All Boys         | 0 - 1       | San Martín (T)     | 22.9.2024   | San Martín (T)     | 1 - 0       | Tristán Suárez   | 29.9.2024   |
| San Martín (T)     | 1 - 0       | Agropecuario     | 16.9.2024   | Racing (C)       | 1 - 1       | Talleres (RdE)     | 23.9.2024   | Ferro Carril Oeste | 2 - 2       | Dep. Maipú       | 30.9.2024   |
| Zona B             | Zona B      | Zona B           | Zona B      | Zona B           | Zona B      | Zona B             | Zona B      | Zona B             | Zona B      | Zona B           | Zona B      |
| Locali             | R           | Ospiti           | Giorno      | Locali           | R           | Ospiti             | Giorno      | Locali             | R           | Ospiti           | Giorno      |
| Gimnasia (S)       | 1 - 0       | Gimnasia (M)     | 13.9.2024   | Atl. Rafaela     | 0 - 0       | Dep. Madryn        | 20.9.2024   | Colón              | 2 - 0       | Def. de Belgrano | 28.9.2024   |
| Estudiantes (RC)   | 0 - 0       | Temperley        | 13.9.2024   | Almagro          | 0 - 2       | Colón              | 21.9.2024   | Def. Unidos        | 0 - 0       | Atl. Rafaela     | 29.9.2024   |
| Almirante Brown    | 1 - 2       | Almagro          | 13.9.2024   | Dep. Morón       | 1 - 2       | Mitre (SdE)        | 22.9.2024   | Almirante Brown    | 3 - 0       | Chaco For Ever   | 29.9.2024   |
| Aldosivi           | 3 - 0       | Dep. Morón       | 14.9.2024   | Brown (A)        | 0 - 0       | Estudiantes (RC)   | 22.9.2024   | Aldosivi           | 2 - 0       | Brown (A)        | 29.9.2024   |
| Def. Unidos        | 0 - 0       | Chaco For Ever   | 15.9.2024   | Nueva Chicago    | 2 - 0       | Gimnasia (S)       | 22.9.2024   | Gimnasia (S)       | 1 - 1       | Dep. Morón       | 29.9.2024   |
| Dep. Madryn        | 1 - 0       | San Telmo        | 15.9.2024   | Def. de Belgrano |             | Almirante Brown    | 23.9.2024   | Mitre (SdE)        | 0 - 0       | Temperley        | 29.9.2024   |
| Mitre (SdE)        | 0 - 0       | Nueva Chicago    | 15.9.2024   | San Telmo        | 2 - 0       | Def. Unidos        | 23.9.2024   | Estudiantes (RC)   | 1 - 0       | Almagro          | 29.9.2024   |
| Colón              | 0 - 2       | Brown (A)        | 15.9.2024   | Temperley        | 0 - 0       | Aldosivi           | 23.9.2024   | Gimnasia (M)       | 2 - 1       | Nueva Chicago    | 29.9.2024   |
| Atlanta            | 0 - 0       | Def. de Belgrano | 16.9.2024   | Chaco For Ever   | 2 - 1       | Atlanta            | 23.9.2024   | Atlanta            | 2 - 0       | San Telmo        | 30.9.2024   |
| Interzonale        | Interzonale | Interzonale      | Interzonale | Interzonale      | Interzonale | Interzonale        | Interzonale | Interzonale        | Interzonale | Interzonale      | Interzonale |
| Locali             | R           | Ospiti           | Giorno      | Locali           | R           | Ospiti             | Giorno      | Locali             | R           | Ospiti           | Giorno      |
| Atl. Rafaela       | 0 - 0       | San Martín (SJ)  | 14.9.2024   | Dep. Maipú       | 0 - 0       | Gimnasia (M)       | 22.9.2024   | Dep. Madryn        | 1 - 0       | Guillermo Brown  | 28.9.2024   |

| Racing (C)         | 1 - 1       | Chacarita Juniors | 4.10.2024   | San Miguel        | 0 - 0       | Ferro Carril Oeste | 12.10.2024  | Güemes             | 2 - 1       | Chacarita Juniors | 19.10.2024  |
| Güemes             | 2 - 1       | Talleres (RdE)    | 5.10.2024   | Arsenal           | 2 - 0       | Patronato          | 12.10.2024  | Ferro Carril Oeste | 0 - 2       | Quilmes           | 19.10.2024  |
| Agropecuario       | 2 - 1       | Guillermo Brown   | 5.10.2024   | Estudiantes (BA)  | 2 - 0       | Güemes             | 12.10.2024  | Alvarado           | 0 - 2       | San Martín (T)    | 19.10.2024  |
| All Boys           | 4 - 0       | San Martín (SJ)   | 5.10.2024   | San Martín (SJ)   | 3 - 2       | Tristán Suárez     | 12.10.2024  | Racing (C)         | 3 - 1       | Arsenal           | 19.10.2024  |
| Alvarado           | 0 - 1       | Estudiantes (BA)  | 6.10.2024   | Talleres (RdE)    | 0 - 1       | Gimnasia (J)       | 12.10.2024  | Gimnasia (J)       | 2 - 1       | Estudiantes (BA)  | 20.10.2024  |
| Tristán Suárez     | 2 - 0       | Arsenal           | 6.10.2024   | Guillermo Brown   | 0 - 0       | All Boys           | 13.10.2024  | Dep. Maipú         | 0 - 0       | Talleres (RdE)    | 20.10.2024  |
| Gimnasia (J)       | 0 - 2       | Quilmes           | 6.10.2024   | Chacarita Juniors | 2 - 1       | Alvarado           | 13.10.2024  | Patronato          | 0 - 3       | San Martín (SJ)   | 20.10.2024  |
| Dep. Maipú         | 1 - 1       | San Miguel        | 6.10.2024   | San Martín (T)    | 2 - 2       | Racing (C)         | 13.10.2024  | Tristán Suárez     | 3 - 2       | Guillermo Brown   | 20.10.2024  |
| Patronato          | 0 - 1       | San Martín (T)    | 6.10.2024   | Quilmes           | 3 - 0       | Dep. Maipú         | 13.10.2024  | All Boys           | 3 - 0       | Agropecuario      | 21.10.2024  |
| Zona B             | Zona B      | Zona B            | Zona B      | Zona B            | Zona B      | Zona B             | Zona B      | Zona B             | Zona B      | Zona B            | Zona B      |
| Locali             | R           | Ospiti            | Giorno      | Locali            | R           | Ospiti             | Giorno      | Locali             | R           | Ospiti            | Giorno      |
| Def. de Belgrano   | 0 - 0       | Estudiantes (RC)  | 4.10.2024   | Aldosivi          | 0 - 1       | Def. de Belgrano   | 12.10.2024  | Def. Unidos        | 0 - 1       | Atlanta           | 19.10.2024  |
| Temperley          | 1 - 1       | Gimnasia (S)      | 5.10.2024   | Colón             | 0 - 1       | San Telmo          | 12.10.2024  | Def. de Belgrano   | 0 - 0       | Mitre (SdE)       | 19.10.2024  |
| Almagro            | 1 - 2       | Aldosivi          | 5.10.2024   | Nueva Chicago     | 1 - 1       | Dep. Morón         | 13.10.2024  | Almagro            | 0 - 3       | Gimnasia (S)      | 19.10.2024  |
| San Telmo          | 0 - 1       | Almirante Brown   | 5.10.2024   | Gimnasia (S)      | 0 - 1       | Brown (A)          | 13.10.2024  | Chaco For Ever     | 1 - 1       | Aldosivi          | 19.10.2024  |
| Chaco For Ever     | 0 - 0       | Colón             | 5.10.2024   | Mitre (SdE)       | 2 - 1       | Almagro            | 13.10.2024  | San Telmo          | 2 - 0       | Estudiantes (RC)  | 20.10.2024  |
| Brown (A)          | 2 - 2       | Mitre (SdE)       | 6.10.2024   | Estudiantes (RC)  | 0 - 0       | Chaco For Ever     | 13.10.2024  | Dep. Madryn        | 5 - 1       | Almirante Brown   | 20.10.2024  |
| Dep. Madryn        | 3 - 0       | Def. Unidos       | 6.10.2024   | Gimnasia (M)      | 1 - 2       | Temperley          | 13.10.2024  | Atl. Rafaela       | 0 - 0       | Colón             | 20.10.2024  |
| Atl. Rafaela       | 2 - 0       | Atlanta           | 6.10.2024   | Almirante Brown   | 1 - 2       | Atl. Rafaela       | 14.10.2024  | Temperley          | 0 - 0       | Nueva Chicago     | 20.10.2024  |
| Dep. Morón         | 0 - 1       | Gimnasia (M)      | 7.10.2024   | Atlanta           | 1 - 1       | Dep. Madryn        | 14.10.2024  | Brown (A)          | 0 - 0       | Gimnasia (M)      | 21.10.2024  |
| Interzonale        | Interzonale | Interzonale       | Interzonale | Interzonale       | Interzonale | Interzonale        | Interzonale | Interzonale        | Interzonale | Interzonale       | Interzonale |
| Locali             | R           | Ospiti            | Giorno      | Locali            | R           | Ospiti             | Giorno      | Locali             | R           | Ospiti            | Giorno      |
| Ferro Carril Oeste | 1 - 2       | Nueva Chicago     | 7.10.2024   | Def. Unidos       | 3 - 3       | Agropecuario       | 13.10.2024  | San Miguel         | 0 - 1       | Dep. Morón        | 19.10.2024  |

| 38ª giornata      | 38ª giornata | 38ª giornata       | 38ª giornata |
| Zona A            | Zona A       | Zona A             | Zona A       |
| Locali            | R            | Ospiti             | Giorno       |
| ----------------- | ------------ | ------------------ | ------------ |
| San Martín (T)    | 2 - 2        | Güemes             | 26.10.2024   |
| Agropecuario      | 0 - 2        | Tristán Suárez     | 27.10.2024   |
| Quilmes           | 1 - 1        | San Miguel         | 27.10.2024   |
| Talleres (RdE)    | 0 - 0        | Ferro Carril Oeste | 27.10.2024   |
| Estudiantes (BA)  | 2 - 1        | Dep. Maipú         | 27.10.2024   |
| Chacarita Juniors | 0 - 0        | Gimnasia (J)       | 27.10.2024   |
| Arsenal           | 1 - 0        | Alvarado           | 27.10.2024   |
| San Martín (SJ)   | 1 - 2        | Racing (C)         | 27.10.2024   |
| Guillermo Brown   | 1 - 3        | Patronato          | 27.10.2024   |
| Zona B            |              |                    |              |
| Locali            | R            | Ospiti             | Giorno       |
| Nueva Chicago     | 1 - 1        | Brown (A)          | 26.10.2024   |
| Gimnasia (M)      | 3 - 1        | Almagro            | 26.10.2024   |
| Gimnasia (S)      | 1 - 0        | Def. de Belgrano   | 26.10.2024   |
| Mitre (SdE)       | 1 - 0        | Chaco For Ever     | 26.10.2024   |
| Aldosivi          | 2 - 0        | San Telmo          | 26.10.2024   |
| Estudiantes (RC)  | 0 - 0        | Atl. Rafaela       | 26.10.2024   |
| Colón             | 1 - 1        | Dep. Madryn        | 26.10.2024   |
| Almirante Brown   | 1 - 1        | Def. Unidos        | 28.10.2024   |
| Dep. Morón        | 0 - 0        | Temperley          | 30.10.2024   |
| Interzonale       |              |                    |              |
| Locali            | R            | Ospiti             | Giorno       |
| Atlanta           | 0 - 1        | All Boys           | 27.10.2024   |

## Spareggio per il 18º posto dellaZona B
Arrivando a pari punteggio l'Atlético de Rafaela e il Brown de Adrogué nella classifica della Zona B, il regolamento prevede la disputa di una partita di spareggio tra le due squadre. La squadra vincitrice dello spareggio ha ottenuto la possibilità di accedere allo spareggio per la terza retrocessione, mentre la squadra sconfitta è retrocessa nella categoria corrispondente alla propria affiliazione. La gara è stata disputata in gara unica e in campo neutro, prevedendo la disputa dei tempi supplementari e dei calci di rigore in caso di parità.

### Risultato
| Arbitro: | Ramírez |

|             |           |                        |
| 76’ Masuero | Marcatori | Tomatis 7’ Aguirre 27’ |

Con la vittoria ottenuto sul Brown de Adrogué per 2-1 in suo favore, l'Atlético de Rafaela ha ottenuto l'accesso allo spareggio retrocessione (che disputerà contro il Talleres de Remedios de Escalada), condannando contemporaneamente il Brown alla retrocessione in Primera B.

## Finale
Per determinare la prima squadra promossa in Primera División si è disputata una finale, in gara unica e in campo neutro, tra le due squadre prime classificate in ogni zona, ovvero il San Martín de Tucumán (primo classificato della Zona A) e l'Aldosivi (primo classificato della Zona B). La squadra vincitrice della finale si è fregiata del titolo di campione della Primera B Nacional 2024 ottenendo contemporaneamente la promoizione, mentre la squadra sconfitta è passata a disputare la seconda fase del Torneo reducido per la seconda promozione.

### Risultato
| Arbitro: | Falcón Pérez |

|                         |           |  |
| Laméndola 9’ Torres 43’ | Marcatori |  |

Con la vittoria per 2-0 sul San Martín de Tucumán, l'Aldosivi ha vinto la finale laureandosi campione della Primera B Nacional 2024 e ottenendo in tal modo la promozione in Primera División. Il San Martín de Tucumán è passato a disputare il Torneo reducido a partire dalla seconda fase.

## Torneo reducido
Per determinare la seconda squadra promossa in Primera División si disputerà un torneo reducido ad eliminazione diretta a cui parteciperanno 15 squadre, ovvero le squadre classificatesi tra la 2ª e l'8ª posizione di ogni zona e la squadra uscita sconfitta dalla finale del campionato. Il torneo reducido si realizzerà in quattro fasi (prima fase, seconda fase, semifinali e finale).
|  | Prima fase (2-4 novembre) | Prima fase (2-4 novembre) | Prima fase (2-4 novembre) | Prima fase (2-4 novembre) | Prima fase (2-4 novembre) |  |  | Seconda fase (9-17 novembre) | Seconda fase (9-17 novembre) | Seconda fase (9-17 novembre) | Seconda fase (9-17 novembre) | Seconda fase (9-17 novembre) |   |   | Semifinali (24 novembre-1 dicembre) | Semifinali (24 novembre-1 dicembre) | Semifinali (24 novembre-1 dicembre) | Semifinali (24 novembre-1 dicembre) | Semifinali (24 novembre-1 dicembre) |                 |   | Finale (8 dicembre) | Finale (8 dicembre) | Finale (8 dicembre) | Finale (8 dicembre) | Finale (8 dicembre) |  |
|  |                           |                           |                           |                           |                           |  |  |                              |                              |                              |                              |                              |   |   |                                     |                                     |                                     |                                     |                                     |                 |   |                     |                     |                     |                     |                     |  |
|  |                           |                           |                           |                           |                           |  |  |                              |                              |                              |                              |                              |   |   |                                     |                                     |                                     |                                     |                                     |                 |   |                     |                     |                     |                     |                     |  |
|  |                           |                           |                           |                           |                           |  |  | 1                            | San Martín (T)               | 2                            | 2                            | 4                            |   |   |                                     |                                     |                                     |                                     |                                     |                 |   |                     |                     |                     |                     |                     |  |
|  | 2°-A                      | San Martín (SJ)           | San Martín (SJ)           | San Martín (SJ)           | 2                         |  |  | 8                            | San Telmo                    | 1                            | 0                            | 1                            |   |   |                                     |                                     |                                     |                                     |                                     |                 |   |                     |                     |                     |                     |                     |  |
|  | 8°-B                      | Gimnasia (S)              | Gimnasia (S)              | Gimnasia (S)              | 1                         |  |  |                              |                              |                              |                              |                              |   |   | 1                                   | San Martín (T)                      | 0                                   | 0                                   | 0                                   |                 |   |                     |                     |                     |                     |                     |  |
|  | 2°-B                      | Dep. Madryn (c.a.)        | Dep. Madryn (c.a.)        | Dep. Madryn (c.a.)        | 0                         |  |  |                              |                              | 4                            | Gimnasia (M)                 | 0                            | 1 | 1 |                                     |                                     |                                     |                                     |                                     |                 |   |                     |                     |                     |                     |                     |  |
|  | 8°-A                      | San Miguel                | San Miguel                | San Miguel                | 0                         |  |  | 2                            | San Martín (SJ)              | 1                            | 2                            | 3                            |   |   |                                     |                                     |                                     |                                     |                                     |                 |   |                     |                     |                     |                     |                     |  |
|  | 3°-A                      | Quilmes                   | Quilmes                   | Quilmes                   | 2                         |  |  | 7                            | All Boys                     | 0                            | 2                            | 2                            |   |   |                                     |                                     |                                     |                                     |                                     |                 |   |                     |                     |                     |                     |                     |  |
|  | 7°-B                      | Def. de Belgrano          | Def. de Belgrano          | Def. de Belgrano          | 0                         |  |  |                              |                              |                              |                              |                              |   |   | Gimnasia (M)                        | Gimnasia (M)                        | Gimnasia (M)                        | Gimnasia (M)                        | 0                                   |                 |   |                     |                     |                     |                     |                     |  |
|  | 3°-B                      | Nueva Chicago (c.a.)      | Nueva Chicago (c.a.)      | Nueva Chicago (c.a.)      | 1                         |  |  |                              |                              |                              |                              |                              |   |   |                                     |                                     | San Martín (SJ)                     | San Martín (SJ)                     | San Martín (SJ)                     | San Martín (SJ) | 2 |                     |                     |                     |                     |                     |  |
|  | 7°-A                      | Racing (C)                | Racing (C)                | Racing (C)                | 1                         |  |  | 3                            | Dep. Madryn                  | 1                            | 1                            | 2                            |   |   |                                     |                                     |                                     |                                     |                                     |                 |   |                     |                     |                     |                     |                     |  |
|  | 4°-A                      | All Boys (c.a.)           | All Boys (c.a.)           | All Boys (c.a.)           | 1                         |  |  | 6                            | Gimnasia (M)                 | 3                            | 0                            | 3                            |   |   |                                     |                                     |                                     |                                     |                                     |                 |   |                     |                     |                     |                     |                     |  |
|  | 6°-B                      | Colón (SF)                | Colón (SF)                | Colón (SF)                | 1                         |  |  |                              |                              |                              |                              |                              |   |   | 2                                   | San Martín (SJ) (c.a.)              | 1                                   | 1                                   | 2                                   |                 |   |                     |                     |                     |                     |                     |  |
|  | 4°-B                      | Gimnasia (M) (c.a.)       | Gimnasia (M) (c.a.)       | Gimnasia (M) (c.a.)       | 1                         |  |  |                              |                              | 3                            | Nueva Chicago                | 2                            | 0 | 2 |                                     |                                     |                                     |                                     |                                     |                 |   |                     |                     |                     |                     |                     |  |
|  | 6°-A                      | Estudiantes (BA)          | Estudiantes (BA)          | Estudiantes (BA)          | 1                         |  |  | 4                            | Nueva Chicago                | 0                            | 1                            | 1                            |   |   |                                     |                                     |                                     |                                     |                                     |                 |   |                     |                     |                     |                     |                     |  |
|  | 5°-B                      | San Telmo                 | San Telmo                 | San Telmo                 | 1                         |  |  | 5                            | Quilmes                      | 0                            | 0                            | 0                            |   |   |                                     |                                     |                                     |                                     |                                     |                 |   |                     |                     |                     |                     |                     |  |
|  | 5°-A                      | Gimnasia (J)              | Gimnasia (J)              | Gimnasia (J)              | 0                         |  |  |                              |                              |                              |                              |                              |   |   |                                     |                                     |                                     |                                     |                                     |                 |   |                     |                     |                     |                     |                     |  |

### Prima fase
Alla prima fase del Torneo reducido hanno preso parte tutte le squadre qualificate tranne la squadra uscita sconfitta dalla finale del campionato, che è entrata in gioco nella seconda fase. Gli accoppiamenti del tabellone sono stati determinati dalla posizione nelle due rispettive classifiche delle zonas: la 2ª della Zona A contro l'8ª della Zona B, la 2ª della Zona B contro l'8ª della Zona A, la 3ª della Zona A contro la 7ª della Zona B, la 3ª della Zona B contro la 7ª della Zona A e così via. Le sfide della prima fase sono state disputate in gara unica, con il vantaggio per la squadra con il miglior seeding di giocare in casa. Tra le due quinte classificate ha giocato in casa la squadra che ha totalizzato più punti, ovvero il San Telmo (che ha totalizzato 62 punti, mentre il Gimnasia de Jujuy ne ha totalizzati 58). In caso di pareggio dopo i tempi regolamentari, il regolamento prevede il passaggio del turno a favore della squadra con il seeding più alto. Le sette squadre vincitrici hanno avuto accesso alla seconda fase del Torneo reducido.

#### Partite
| S    | Squadra         | R   | Squadra          | S    |
| ---- | --------------- | --- | ---------------- | ---- |
| 2° A | San Martín (SJ) | 2–1 | Gimnasia (S)     | 8° B |
| 3° A | Quilmes         | 2–0 | Def. de Belgrano | 7° B |
| 4° A | All Boys        | 1–1 | Colón (SF)       | 6° B |
| 5° B | San Telmo (C)   | 1–0 | Gimnasia (J)     | 5° A |
| 4° B | Gimnasia (M)    | 1–1 | Estudiantes (BA) | 6° A |
| 3° B | Nueva Chicago   | 1–1 | Racing (C)       | 7° A |
| 2° B | Dep. Madryn     | 0–0 | San Miguel       | 8° A |

Legenda
      Squadre qualificate per la seconda fase.

#### Risultati
| Arbitro: | Dóvalo |

|                        |           |           |
| González 48’ Funez 86’ | Marcatori | 55’ Rojas |

Con la vittoria per 2-1 sul Gimnasia y Tiro, il San Martín de San Juan si è qualificato per la seconda fase del Torneo reducido.
| Arbitro: | Penel |

|                           |           |  |
| Enrique 12’ Herrera 45+2’ | Marcatori |  |

Con la vittoria per 2-0 sul Defensores de Belgrano, il Quilmes si è qualificato per la seconda fase del Torneo reducido.
| Arbitro: | Pafundi |

|             |           |            |
| Ferrari 58’ | Marcatori | 84’ Soñora |

Con il risultato di 1-1 l'All Boys ha ottenuto l'accesso alla seconda fase del Torneo reducido in virtù del suo miglior seeding rispetto a quello del Colón.
| Arbitro: | Brizuela |

|                  |           |  |
| Larthirigoyen 1’ | Marcatori |  |

Con la vittoria per 1-0 sul Gimnasia de Jujuy, il San Telmo si è qualificato per la seconda fase del Torneo reducido.
| Arbitro: | Macheroni |

|                  |           |                      |
| Silba 66’ (rig.) | Marcatori | 90+10’ (rig.) Acosta |

Con il risultato di 1-1 il Gimnasia de Mendoza ha ottenuto l'accesso alla seconda fase del Torneo reducido in virtù del suo miglior seeding rispetto a quello dell'Estudiantes de Buenos Aires.
| Arbitro: | Medina |

|           |           |          |
| Ortíz 75’ | Marcatori | 7’ Nasta |

Con il risultato di 1-1 il Nueva Chicago ha ottenuto l'accesso alla seconda fase del Torneo reducido in virtù del suo miglior seeding rispetto a quello del Racing de Córdoba.
| Puerto Madryn 3 novembre 2024, ore 17:00 UTC-3 Prima fase (gara unica) | Dep. Madryn | 0 – 0 referto | San Miguel | Estadio Abel Sastre\| Arbitro: \| Zamora \| |
| Arbitro:                                                               | Zamora      |               |            |                                             |

Con il risultato di 0-0 il Deportivo Madryn ha ottenuto l'accesso alla seconda fase del Torneo reducido in virtù del suo miglior seeding rispetto a quello del San Miguel.

### Seconda fase
Alla seconda fase del Torneo reducido hanno preso parte le 7 squadre qualificatesi dalla prima fase e la squadra uscita sconfitta dalla finale del campionato, il San Martín de Tucumán. Gli accoppiamenti del tabellone sono stati determinati nuovamente sulla base del rendimento di ogni squadra nelle due rispettive classifiche di zonas, mantenendo comunque con il seeding più alto il già citato San Martín de Tucumán: la 1ª contro l'8ª, la 2ª contro la 7ª, la 3ª contro la 6ª e la 4ª contro la 5ª nella classifica avulsa. Ogni sfida si è disputata con gare di andata e ritorno, con il vantaggio di giocare la seconda partita in casa per la squadra meglio posizionata nella classifica avulsa e di ottenere la qualificazione al successivo turno in caso di pareggio nel risultato aggregato. Le 4 squadre vincitrici sono passate alle semifinali del Torneo reducido.

#### Classifica avulsa
| S | Squadra         | Pos | PT |
| - | --------------- | --- | -- |
| 1 | San Martín (T)  | 1°  | —  |
| 2 | San Martín (SJ) | 2°  | 70 |
| 3 | Dep. Madryn     | 2°  | 64 |
| 4 | Nueva Chicago   | 3°  | 64 |
| 5 | Quilmes         | 3°  | 60 |
| 6 | Gimnasia (M)    | 4°  | 63 |
| 7 | All Boys        | 4°  | 58 |
| 8 | San Telmo       | 5°  | —  |

#### Partite
| S | Squadra         | R   | Squadra      | S |
| - | --------------- | --- | ------------ | - |
| 1 | San Martín (T)  | 4–1 | San Telmo    | 8 |
| 2 | San Martín (SJ) | 3–2 | All Boys     | 7 |
| 3 | Dep. Madryn     | 2–3 | Gimnasia (M) | 6 |
| 4 | Nueva Chicago   | 1–0 | Quilmes      | 5 |

Legenda
      Squadre qualificate per la seconda fase.

#### Risultati
| Arbitro: | Acita |

|            |           |                          |
| Tisera 86’ | Marcatori | 61’ Hernández 76’ Fedele |

| Arbitro: | Gariano |

|                        |           |  |
| Arias 10’ Orellana 21’ | Marcatori |  |

Con il risultato aggregato di 4-1 in suo favore, il San Martín de Tucumán ha eliminato il San Telmo e si è qualificato per le semifinali del Torneo reducido.
| Arbitro: | Giménez |

|  |           |           |
|  | Marcatori | 79’ Funez |

| Arbitro: | Llobet |

|                      |           |                          |
| Casa 77’ Casa 90+10’ | Marcatori | 49’ Toloza 64’ Assennato |

Con il risultato aggregato di 3-2 in suo favore, il San Martín de San Juan ha eliminato l'All Boys e si qualificato alle semifinali del Torneo reducido.
| Arbitro: | Ejarque |

|                                  |           |             |
| Padilla 10’ Silba 33’ Romano 75’ | Marcatori | 4’ Peinipil |

| Arbitro: | Barraza |

|              |           |  |
| Ferreyra 55’ | Marcatori |  |

Con il risultato di 3-2 in suo favore, il Gimnasia de Mendoza ha eliminato il Deportivo Madryn e si è qualificato alle semifinali del Torneo reducido.
| Quilmes 10 novembre 2024, ore 19:20 UTC-3 Seconda fase (andata) | Quilmes  | 0 – 0 referto | Nueva Chicago | Estadio Centenario Ciudad de Quilmes\| Arbitro: \| Ferreyra \| |
| Arbitro:                                                        | Ferreyra |               |               |                                                                |

| Arbitro: | Loustau |

|         |           |  |
| Paz 47’ | Marcatori |  |

Con il risultato aggregato di 1-0 in suo favore, il Nueva Chicago ha eliminato il Quilmes e si è qualificato per le semifinali del Torneo reducido.

### Semifinali
Alle semifinali del Torneo reducido hanno preso parte le 4 squadre qualificatesi dalla seconda fase. Gli accoppiamenti del tabellone sono stati determinati nuovamente sulla base del rendimento di ogni squadra nelle due rispettive classifiche di zonas: la 1ª contro la 4ª e la 2ª contro la 3ª nella classifica avulsa. Ogni sfida si è disputata con gare di andata e ritorno, con il vantaggio di giocare la seconda partita in casa per la squadra meglio posizionata nella classifica avulsa e di ottenere la qualificazione al successivo turno in caso di pareggio nel risultato aggregato. Le 2 squadre vincitrici sono passate alla finale del Torneo reducido.

#### Classifica avulsa
| S | Squadra         | Pos |
| - | --------------- | --- |
| 1 | San Martín (T)  | 1°  |
| 2 | San Martín (SJ) | 2°  |
| 3 | Nueva Chicago   | 3°  |
| 4 | Gimnasia (M)    | 4°  |

#### Partite
| S | Squadra                | R   | Squadra       | S |
| - | ---------------------- | --- | ------------- | - |
| 1 | San Martín (T)         | 0–1 | Gimnasia (M)  | 4 |
| 2 | San Martín (SJ) (c.a.) | 2–2 | Nueva Chicago | 3 |

Legenda
      Squadre qualificate per la seconda fase.

#### Risultati
| Mendoza 25 novembre 2024, ore 21:10 UTC-3 Semifinali (andata) | Gimnasia (M) | 0 – 0 referto | San Martín (T) | Estadio Víctor Legrotaglie\| Arbitro: \| Brizuela \| |
| Arbitro:                                                      | Brizuela     |               |                |                                                      |

| Arbitro: | Ferreyra |

|  |           |           |
|  | Marcatori | 24’ Silba |

Con il risultato aggregato di 1-0 in suo favore, il Gimnasia de Mendoza ha eliminato il San Martín de Tucumán e si è qualificato per la finale del Torneo reducido.
| Arbitro: | Penel |

|                      |           |              |
| Maggi 47’ Vega 90+3’ | Marcatori | 24’ Montagna |

| Arbitro: | Echenique |

|              |           |  |
| Montagna 44’ | Marcatori |  |

Con il risultato aggregato di 2-2, il San Martín de San Juan ha ottenuto l'accesso alla finale del Torneo reducido in virtù del suo miglior seeding rispetto a quello del Nueva Chicago.

### Finale
Alla finale del Torneo reducido hanno preso parte le 2 squadre qualificatesi dalle semifinali. La finale si è disputata in gara unica e in campo neutro; nel caso il risultato rimanesse bloccato sul pareggio al termine dei 90 minuti regolamentari, il regolamento prevedeva la disputa di due tempi supplementari di 15 minuti ognuno e successivamente deii calci di rigore. La squadra vincitrice della finale ha ottenuto la promozione in Primera División, unendosi all'Aldosivi (già promossa come campione della Primera B Nacional 2024).

#### Risultato
| Arbitro: | Ramírez |

|  |           |                        |
|  | Marcatori | 55’ González 78’ Funez |

Con la vittoria per 2-0 sul Gimnasia de Mendoza, il San Martín de San Juan ha ottenuto la vittoria del Torneo reducido ottenendo la promozione in Primera División.

## Spareggio per la terza retrocessione
Per determinare la terza squadra retrocessa si è disputato uno spareggio, in gara unica e in campo neutro, tra le due squadre che si sono classificate penultime in ogni zona. Il regolamento prevedeva che, in caso di pareggio al termine dei tempi regolamentari, si sarebbero i tempi supplementari per poi procedere ai calci di rigore. A disputarlo sono state il Talleres de Remedios de Escalada (classificatosi 18° nella Zona A) e l'Atlético de Rafaela (squadra vincitrice dello spareggio per il 18º posto della Zona B). La squadra vincitrice dello spareggio ha ottenuto il diritto di rimanere in Primera B Nacional, mentre la squadra sconfitta è retrocessa nella categoria corrispondente alla propria affiliazione.

### Risultato
| Arbitro: | Dóvalo |

|           |           |                           |
| Pardo 78’ | Marcatori | 52’ Duré 90+2’ Pulicastro |

Con la sconfitta subita dal Talleres de Remedios de Escalada con il punteggio di 1-2 in suo sfavore, l'Atlético de Rafaela è retrocesso nel Torneo Federal A (essendo indirettamente affiliata alla AFA).

## Statistiche

### Classifica marcatori
| Gol |  |  | Giocatore           | Squadra            |
| --- |  |  | ------------------- | ------------------ |
| 18  |  |  | Agustín Lavezzi     | Tristán Suárez     |
| 18  |  |  | Bruno Nasta         | Racing (C)         |
| 14  |  |  | Agustín Colazo      | Aldosivi           |
| 13  |  |  | Facundo Castro      | Nueva Chicago      |
| 12  |  |  | Ezequiel Aguirre    | Def. Belgrano      |
| 12  |  |  | Junior Arias        | San Martín (T)     |
| 12  |  |  | Luis Silba          | Gimnasia (M)       |
| 12  |  |  | Misael Sosa         | Dep. Maipú         |
| 11  |  |  | Alejandro Gagliardi | Agropecuario       |
| 11  |  |  | Nicolás Retamar     | Ferro Carril Oeste |

## Verdetti
- Promozione in Primera División 2025:
  -  Aldosivi (vincitrice del campionato)
  -  San Martín (SJ) (vincitrice del Torneo reducido)
- Retrocessione in Primera B 2025 (perché direttamente affiliata alla AFA):
  -  Brown (A) (sconfitto nello spareggio per la 18ª posizione della Zona B contro l'Atlético de Rafaela)
- Retrocessione nel Torneo Federal A 2025 (perché indirettamente affiliate alla AFA):
  -  Atlético Rafaela (uscito sconfitto dallo spareggio retrocessione contro il Talleres de Remedios de Escalada)
  -  Guillermo Brown (classificatosi in ultima posizione nella Zona A)
- Squadre qualificate alla Copa Argentina 2025:
  -  Aldosivi (1° nella Zona B)
  -  All Boys (4° nella Zona A)
  -  Colón (SF) (6° nella Zona B)
  -  Def. de Belgrano (7° nella Zona B)
  -  Dep. Madryn (2° nella Zona B)
  -  Estudiantes (BA) (6° nella Zona A)
  -  Gimnasia (J) (5° nella Zona A)
  -  Gimnasia (M) (4° nella Zona B)
  -  Gimnasia (S) (8° nella Zona B)
  -  Nueva Chicago (3° nella Zona B)
  -  Quilmes (3° nella Zona A)
  -  Racing (C) (7° nella Zona A)
  -  San Martín (T) (1° nella Zona A)
  -  San Martín (SJ) (2° nella Zona A)
  -  San Miguel (8° nella Zona A)
  -  San Telmo (5° nella Zona B)